# Systematik der Minerale nach Strunz (9. Auflage)
Dies ist eine systematische Liste aller bisher bekannten Minerale (Stand: 2009) auf der Grundlage der neuen Systematik (9. Auflage) von Hugo Strunz und Ernest Henry Nickel, die größtenteils auch von der International Mineralogical Association (IMA) als eigenständige Mineralarten anerkannt sind.
Die vorhergehende und letztmalig 1977 überarbeitete 8. Auflage der Mineralsystematik nach Strunz findet sich unter Systematik der Minerale nach Strunz (8. Auflage) und die vorwiegend im englischsprachigen Raum gebräuchliche Systematik ist die Systematik der Minerale nach Dana. Ein alphabetisches Verzeichnis von anerkannten Mineralen und Mineralgruppen sowie von alternativ bekannten Mineralnamen (Synonyme, Bergmännische Bezeichnungen) und Varietäten wird in der Liste der Minerale geführt. Eine allgemeine Übersicht zu den Mineralklassen findet sich im Hauptartikel Systematik der Minerale.
Von der Anerkennung als eigenständiges Mineral abweichender, besonders markierter Status:
(H) = Hypothetisches Mineral (synthetisch, anthropogen o. ä.), (I) = Zwischenglied einer Mischreihe (Bsp. Plagioklase, Albit-Anorthit-Reihe), (N) = Veröffentlicht ohne Anerkennung durch die IMA/CNMNC, (Q) = Mineralstatus fraglich, (Rd) = Redefiniert anerkannt durch die CNMNC, (Rn) = Umbenannt mit Anerkennung durch die CNMNC

## 1. Elemente

### A Metalle und intermetallische Verbindungen

#### A. Kupfer-Cupalit-Familie
- 1.AA.05: Kupfergruppe: Aluminium, Blei, Gold, Kupfer, Nickel, Silber
- 1.AA.10a: Auricuprid
- 1.AA.10b: Tetra-Auricuprid
- 1.AA.15: Anyuiit, Khatyrkit, Novodneprit
- 1.AA.20: Cupalit
- 1.AA.25: Hunchunit

#### B. Zink-Messing-Familie
- 1.AB.05: Zink-Gruppe: Cadmium, Hexamolybdän, Titan, Zink
- 1.AB.10a: Messinggruppe: Zhanghengit, Zinkcopperit (N)
- 1.AB.10b: Danbait, Tongxinit (N)

#### C. Indium-Zinn-Familie
- 1.AC.05: Indium, Molybdän (N)
- 1.AC.10: Zinn
- 1.AC.15: Bronzegruppe: Bronze (N), Sorosit, Yuanjiangit

#### D. Quecksilber-Amalgam-Familie
- 1.AD.05: Quecksilber
- 1.AD.10: Kupferamalgam-Gruppe: Belendorffit, Kolymit
- 1.AD.15: Silberamalgam-Gruppe
  - 1.AD.15a: Paraschachnerit, Schachnerit
  - 1.AD.15b: Luanheit
  - 1.AD.15c: Eugenit
  - 1.AD.15d: Moschellandsbergit
- 1.AD.20: Goldamalgam-Gruppe
  - 1.AD.20a: Weishanit
  - 1.AD.20b: Goldamalgam (N)
- 1.AD.25: Potarit
- 1.AD.30: Bleiamalgam

#### E. Eisen-Chrom-Familie
- 1.AE.05: Eisengruppe: Chrom, Eisen, Wolfram (N; anerkannt erst IMA 2011-004)
- 1.AE.10: Taenitgruppe: Taenit, Tetrataenit
- 1.AE.15: Wairauitgruppe: Chromferid, Ferchromid, Wairauit
- 1.AE.20: Awaruit
- 1.AE.25: Jedwabit

#### F. Platin-Gruppen-Elemente (PGE)
- 1.AF.05: Rutheniumgruppe: Garutiit (IMA 2008-055), Hexaferrum, Osmium (Rd), Rutheniridosmin (Rd), Ruthenium
- 1.AF.10: Rhodiumgruppe: Iridium (Rd), Palladium, Platin, Rhodium

#### G. PGE-Metall-Legierungen
- 1.AG.10: Zvyagintsevit-Gruppe: Atokit, Rustenburgit, Zvyagintsevit
- 1.AG.15: Taimyritgruppe: Taimyrit (Rn, ehemals Taimyrit-I[1]), Taimyrit-II (N), Tatyanait
- 1.AG.20: Paolovit
- 1.AG.25: Stannopalladinit-Gruppe: Plumbopalladinit, Stannopalladinit
- 1.AG.30: Cabriit
- 1.AG.35: Isoferroplatin-Gruppe: Chengdeit, Isoferroplatin
- 1.AG.40: Tetraferroplatin-Gruppe: Ferronickelplatin, Tetraferroplatin, Tulameenit
- 1.AG.45: Hongshiit, Skaergaardit
- 1.AG.50: Yixunit
- 1.AG.55: Damiaoit
- 1.AG.60: Niggliit
- 1.AG.65: Bortnikovit
- 1.AG.70: Nielsenit

### B Metallische Kohlenstoff-, Stickstoff- und Phosphorverbindungen
Siehe auch: Carbide, Silicide, Nitride, Phosphide

#### A. Carbide
- 1.BA.05: Cohenit
- 1.BA.10: Haxonit, Isovit
- 1.BA.15: Tongbait
- 1.BA.20: Tantalcarbidgruppe: Khamrabaevit, Niobocarbid, Tantalcarbid
- 1.BA.25: Qusongit
- 1.BA.30: Yarlongit

#### B. Silicide
- 1.BB.: Zangboit
- 1.BB.05: Suessitgruppe: Suessit, Mavlyanovit (IMA 2008-026)
- 1.BB.10: Perryit
- 1.BB.15: Brownleeit, Fersilicit (N), Naquit (IMA 2010-010)
- 1.BB.20: Ferdisilicit (N), Linzhiit (IMA 2010-011)
- 1.BB.25: Luobusait
- 1.BB.30: Gupeiit
- 1.BB.35: Hapkeit
- 1.BB.40: Xifengit

#### C. Nitride
- 1.BC.05: Roaldit
- 1.BC.10: Siderazot (Q)
- 1.BC.15: Osbornitgruppe: Carlsbergit, Osbornit

#### D. Phosphide
- 1.BD.05: Schreibersitgruppe: Nickelphosphid, Schreibersit
- 1.BD.10: Barringerit, Monipit (IMA 2007-033)
- 1.BD.15: Florenskyit-Gruppe: Allabogdanit, Florenskyit, Andreyivanovit
- 1.BD.20: Melliniit

### C Halbmetalle (Metalloide) und Nichtmetalle

#### A. Arsengruppen-Elemente
- 1.CA.05: Arsengruppe: Antimon, Arsen, Bismut, Stibarsen
- 1.CA.10: Arsenolamprit-Gruppe: Arsenolamprit, Pararsenolamprit
- 1.CA.15: Paradocrasit

#### B. Kohlenstoff-Silicium-Familie
- 1.CB.05: Graphitgruppe
  - 1.CB.05a: Graphit
  - 1.CB.05b: Chaoit
- 1.CB.10: Diamantgruppe
- 1.CB.10a: Diamant
- 1.CB.10b: Lonsdaleit
- 1.CB.15: Silicium

#### C. Schwefel-Selen-Iod
- 1.CC.05: Schwefelgruppe: Klinoschwefel (Rn, ehemals β-Schwefel bzw. Schwefel-β[1]), Rosickýit, Schwefel
- 1.CC.10: Selengruppe: Selen, Tellur
- 1.CC.15: Iod (Q)

### D Nichtmetallische Kohlenstoffverbindungen und Stickstoffverbindungen

#### A. Nichtmetallcarbide
- 1.DA.05: Moissanit

#### B. Nichtmetallnitride
- 1.DB.05: Nierit
- 1.DB.10: Sinoit

## 2. Sulfide und Sulfosalze (Sulfide, Selenide, Telluride, Arsenide, Antimonide, Bismutide, Sulfarsenide, Sulfantimonide, Sulfbismutide)

### A Legierungen und legierungsartige Verbindungen

#### A. Verbindungen von Halbmetallen mit Kupfer (Cu), Silber (Ag), Gold (Au)
- 2.AA.05a: Algodonit
- 2.AA.10b: Domeykit
- 2.AA.10c: Trigodomeykit (Rn, ehemals Domeykit-β,[1] Domeykit-Beta, Beta-Domeykit)
- 2.AA.10d: Koutekit
- 2.AA.15: Novákit
- 2.AA.20: Cuprostibit
- 2.AA.25: Kutinait
- 2.AA.30: Allargentum (Rd)
- 2.AA.35: Dyskrasit
- 2.AA.40: Maldonit
- 2.AA.45: Stistait

#### B. Nickel-Halbmetall-Legierungen
- 2.AB.10: Orcelit
- 2.AB.15: Maucherit
- 2.AB.20: Oregonit

#### C. Legierungen von Halbmetallen mit Platin-Gruppen-Elementen (PGE)
- 2.AC.05a: Atheneit, Vincentit
- 2.AC.10a: Stillwaterit
- 2.AC.10b: Mertieit (Rn, ehemals Mertieit-II)[1]
- 2.AC.10c: Arsenopalladinit (Rd)
- 2.AC.15a: Isomertieit, Miessiit
- 2.AC.15b: Pseudomertieit (Rn, ehemals Mertieit-I)[1]
- 2.AC.20a: Stibiopalladinit
- 2.AC.20b: Palarstanid
- 2.AC.20c: Menshikovit
- 2.AC.25a: Naldrettit, Palladoarsenid
- 2.AC.25b: Rhodarsenid
- 2.AC.25c: Palladodymit
- 2.AC.25e: Majakit
- 2.AC.25f: Palladobismutoarsenid
- 2.AC.30: Polkanovit
- 2.AC.35a: Genkinit
- 2.AC.35b: Ungavait
- 2.AC.40: Polarit
- 2.AC.45a: Froodit
- 2.AC.45b: Iridarsenit
- 2.AC.45c: Borishanskiit

### B Metallsulfide, M: S > 1: 1 (hauptsächlich 2: 1)
Die genannte Beziehung gibt das stöchiometrische Verhältnis von Metall zu Schwefel wider.

#### A. mit Kupfer (Cu), Silber (Ag), Gold (Au)
- 2.BA.05a: Chalkosin
- 2.BA.05b: Djurleit
- 2.BA.05c: Geerit
- 2.BA.05d: Roxbyit
- 2.BA.05e: Digenit, Hoch-Digenit (H)
- 2.BA.05f: Anilith
- 2.BA.10: Bornit
- 2.BA.15a: Berzelianit
- 2.BA.15b: Bellidoit
- 2.BA.15c: Umangit
- 2.BA.15d: Athabascait
- 2.BA.20a: Rickardit
- 2.BA.20b: Weissit
- 2.BA.25a: Stromeyerit
- 2.BA.25b: Mckinstryit
- 2.BA.25c: Jalpait, Selenojalpait
- 2.BA.25d: Eukairit
- 2.BA.25e: Henryit
- 2.BA.30a: Akanthit, Argentit (H)
- 2.BA.30b: Naumannit, Aguilarit (G)
- 2.BA.30c: Hessit
- 2.BA.30d: Cervelleit
- 2.BA.30e: Stützit (Rd)
- 2.BA.35: Argyrodit, Canfieldit, Putzit
- 2.BA.40a: Fischesserit, Petzit
- 2.BA.40b: Uytenbogaardtit
- 2.BA.40c: Petrovskait
- 2.BA.40d: Penzhinit
- 2.BA.45: Bezsmertnovit
- 2.BA.50: Bogdanovit
- 2.BA.55: Bilibinskit
- 2.BA.60: Chenguodait

#### B. mit Nickel (Ni)
- 2.BB.: Horomanit (IMA 2007-037), Samaniit (IMA 2007-038)
- 2.BB.05: Heazlewoodit
- 2.BB.10: Hauchecornitgruppe: Arsenohauchecornit, Bismutohauchecornit, Hauchecornit (Rd), Tellurohauchecornit, Tučekit
- 2.BB.15a: Pentlanditgruppe: Argentopentlandit, Cobaltpentlandit, Geffroyit, Pentlandit, Shadlunit
- 2.BB.15b: Godlevskit
- 2.BB.15c: Sugakiit
- 2.BB.20: Vozhminit

#### C. mit Rhodium (Rh), Palladium (Pd), Platin (Pt) usw.
- 2.BC.05: Miassit (Rn), Palladseit
- 2.BC.10: Oosterboschit
- 2.BC.15: Chrisstanleyit, Jagüéit
- 2.BC.20: Keithconnit
- 2.BC.25: Vasilit
- 2.BC.30: Telluropalladinit
- 2.BC.35: Luberoit
- 2.BC.40: Oulankait
- 2.BC.45: Telargpalit
- 2.BC.50: Temagamit
- 2.BC.55: Sopcheit
- 2.BC.60: Laflammeit
- 2.BC.65: Tischendorfit
- 2.BC.70: Kharaelakhit

#### D. mit Quecksilber (Hg), Thallium (Tl)
- 2.BD.05: Imiterit
- 2.BD.10: Gortdrumit
- 2.BD.15: Balkanit, Danielsit
- 2.BD.20: Donharrisit
- 2.BD.25: Carlinit
- 2.BD.30: Bukovit, Murunskit, Thalcusit
- 2.BD.35: Rohait
- 2.BD.40: Chalkothallit
- 2.BD.45: Sabatierit
- 2.BD.50: Crookesit
- 2.BD.55: Brodtkorbit

#### E. mit Blei (Pb), Bismut (Bi)
- 2.BE.05: Betechtinit
- 2.BE.10: Furutobeit
- 2.BE.15: Pašavait (IMA 2007-059), Rhodplumsit, Shandit
- 2.BE.20: Parkerit
- 2.BE.25: Schlemait

### C Metallsulfide, M: S = 1: 1 (und ähnliche)

#### A. mit Kupfer (Cu)
- 2.CA.05a: Covellin
- 2.CA.05b: Klockmannit
- 2.CA.05c: Spionkopit
- 2.CA.05d: Yarrowit
- 2.CA.10: Nukundamit
- 2.CA.15: Calvertit

#### B. mit Zink (Zn), Eisen (Fe), Kupfer (Cu), Silber (Ag) usw.
- 2.CB.05: Tistarit (IMA 2008-016)
- 2.CB.05a: Sphaleritgruppe: Coloradoit, Hawleyit, Metacinnabarit, Rudashevskyit, Sphalerit, Stilleit, Tiemannit
- 2.CB.05b: Sakuraiit
- 2.CB.05c: Polhemusit
- 2.CB.10a: Chalkopyritgruppe: Chalkopyrit, Eskebornit, Gallit, Laforêtit, Lenait, Roquesit
- 2.CB.10b: Haycockit, Mooihoekit, Putoranit, Talnakhit
- 2.CB.15a: Stannitgruppe: Černýit, Ferrokësterit, Hocartit, Idait, Kësterit, Kuramit, Pirquitasit, Stannit, Velikit
- 2.CB.15b: Mohit
- 2.CB.15c: Stannoidit
- 2.CB.20: Mawsonitgruppe: Chatkalit, Mawsonit
- 2.CB.30: Germanitgruppe: Colusit, Germanit, Germanocolusit, Maikainit, Nekrasovit, Ovamboit, Stibiocolusit
- 2.CB.35a: Hemusitgruppe: Catamarcait, Hemusit, Kiddcreekit, Morozeviczit, Polkovicit, Renierit, Vinciennit
- 2.CB.40: Lautit
- 2.CB.45: Wurtzitgruppe: Cadmoselit, Greenockit, Rambergit, Wurtzit
- 2.CB.55: Cubanitgruppe: Cubanit
- 2.CB.55b: Isocubanit
- 2.CB.60: Raguinitgruppe: Picotpaulit, Raguinit
- 2.CB.65: Sternbergitgruppe: Argentopyrit, Sternbergit
- 2.CB.70: Sulvanit
- 2.CB.75: Vulcanit
- 2.CB.80: Empressit (Rd)
- 2.CB.85: Muthmannit

#### C. mit Nickel (Ni), Eisen (Fe), Cobalt (Co) usw.
- 2.CC.05: Nickelingruppe: Achávalit, Breithauptit, Freboldit, Hexatestibiopanickelit (N), Jaipurit (Q), Kotulskit, Langisit, Nickelin, Sederholmit, Sobolevskit, Stumpflit, Sudburyit, Vavřínit, Zlatogorit
- 2.CC.10: Pyrrhotingruppe: Pyrrhotin, Smythit, Troilit
- 2.CC.15: Westervelditgruppe: Cherepanovit, Modderit, Ruthenarsenit, Westerveldit
- 2.CC.20: Milleritgruppe: Mäkinenit, Millerit
- 2.CC.25: Mackinawit
- 2.CC.30: unbesetzt
- 2.CC.35a: Braggitgruppe: Braggit, Cooperit, Vysotskit

#### D. mit Zinn (Sn), Blei (Pb), Quecksilber (Hg) usw.
- 2.CD.05: Herzenbergitgruppe: Herzenbergit, Teallit
- 2.CD.10: Galenitgruppe: Alabandin, Altait, Clausthalit, Galenit, Keilit, Niningerit, Oldhamit
- 2.CD.15a: Cinnabarit
- 2.CD.15b: Hypercinnabarit

### D Metallsulfide mit M: S = 3: 4 und 2: 3

#### A. M: S = 3: 4
- 2.DA.05: Linneitgruppe: Bornhardtit, Cadmoindit, Carrollit, Cobaltmalanit (diskreditiert), Cuproiridsit, Cuprorhodsit, Daubréelith, Dayingite (diskreditiert), Ferrorhodsit (diskreditiert, da identisch mit Cuprorhodsit; IMA 2017-H), Fletcherit, Florensovit, Greigit, Indit, Kalininit, Linneit, Malanit, Nickellinnaeit (diskreditiert), Polydymit, Siegenit, Trüstedtit, Tyrrellit, Violarit, Xingzhongit (Q)
- 2.DA.10: Rhodostannitgruppe: Rhodostannit, Toyohait
- 2.DA.15: Brezinaitgruppe: Brezinait, Heideit, Wilkmanit
- 2.DA.20: Konderitgruppe: Inaglyit, Konderit
- 2.DA.25: Kingstonit

#### B. M: S = 2: 3
- 2.DB.05a: Stibnitgruppe: Antimonselit, Bismuthinit, Guanajuatit, Metastibnit, Stibnit
- 2.DB.05b: Pääkkönenit
- 2.DB.10: Ottemannitgruppe: Ottemannit, Suredait
- 2.DB.15: Bowieitgruppe: Bowieit, Kashinit, Sulrhodit (diskreditiert 1990, da identisch mit Bowieit)
- 2.DB.20: Montbrayit
- 2.DB.25: Edgarit
- 2.DB.30: Tarkianit
- 2.DB.35: Cameronit

#### C. M: S variabel
- 2.DC.05a: Hedleyit
- 2.DC.05b: Ingodit, Nevskit, Sulphotsumoit, Telluronevskit, Tsumoit
- 2.DC.05c: Tetradymitgruppe: Kawazulith, Paraguanajuatit, Skippenit, Tellurantimon, Tellurobismutit, Tetradymit
- 2.DC.05d: Ikunolith, Joséit-A (Q), Joséit-B (Q), Joséit-C (N), Laitakarit, Pilsenit (Rd), Platynit (diskreditiert 1999)
- 2.DC.05e: Baksanit, Protojoséit (N), Sztrókayit (N), Vihorlatit

### E Metallsulfide mit M: S ≤ 1: 2

#### A. M: S = 1: 2; mit Cu, Ag, Au
- 2.EA.05: Sylvanit
- 2.EA.10: Calaverit
- 2.EA.15: Kostovitgruppe: Kostovit, Krennerit
- 2.EA.20: Melonitgruppe: Berndtit (Rn), Kitkait, Melonit, Merenskyit, Moncheit, Shuangfengit, Sudovikovit
- 2.EA.25: Verbeekit
- 2.EA.30: Molybdänitgruppe: Drysdallit, Jordisit, Molybdänit, Tungstenit

#### B. M: S = 1: 2, mit Fe, Co, Ni, PGE usw.
- 2.EB.05a: Pyritgruppe: Aurostibit, Cattierit, Dzharkenit, Erlichmanit, Fukuchilit, Gaotaiit, Geversit, Hauerit, Insizwait, Iridisit (N), Kruťait (Krut’ait, Krut'ait, Krutait), Laurit, Penroseit, Pyrit, Sperrylith, Trogtalit, Vaesit, Villamanínit (Rd)
- 2.EB.05b: Bambollait
- 2.EB.10a: Markasitgruppe: Ferroselit, Frohbergit, Kullerudit, Markasit, Mattagamit
- 2.EB.10b: Alloklas
- 2.EB.10c: Glaukodot
- 2.EB.10d: Costibit
- 2.EB.10e: Paracostibit, Pararammelsbergit
- 2.EB.10f: Oenit
- 2.EB.15a: Löllingitgruppe: Anduoit, Klinosafflorit, Löllingit, Nisbit, Omeiit, Rammelsbergit, Safflorit
- 2.EB.15b: Seinäjokit
- 2.EB.20: Arsenopyritgruppe: Arsenopyrit, Gudmundit, Osarsit, Paxit, Ruarsit
- 2.EB.25: Gersdorffitgruppe: Changchengit, Cobaltit, Gersdorffit (Rn, ehemals Gersdorffit-P213[1]), Hollingworthit, Irarsit, Jolliffeit, Kalungait, Krutovit, Maslovit, Mayingit, Michenerit (Rd), Milotait, Orthogersdorffit (Rn, ehemals Gersdorffit-Pca21[1]), Padmait, Paragersdorffit (Rn, ehemals Gersdorffit-Pa3[1]), Platarsit, Testibiopalladit (N), Tolovkit, Ullmannit, Willyamit (Rd)
- 2.EB.30: Urvantsevit
- 2.EB.35: Rheniit

#### C. M: S = 1: >2
- 2.EC.05: Skutteruditgruppe: Ferroskutterudit, Kieftit, Nickelskutterudit, Skutterudit
- 2.EC.10: Patrónit

### F Sulfide von Arsen, Alkalien; Sulfide mit Halogeniden, Oxiden, Hydroxiden, H2O

#### A. mit As, (Sb), S
- 2.FA.05: Duranusit
- 2.FA.10: Dimorphin
- 2.FA.15a: Realgar
- 2.FA.15b: Pararealgar
- 2.FA.20: Alacránit
- 2.FA.25: Uzonit
- 2.FA.30: Auripigmentgruppe: Laphamit, Auripigment
- 2.FA.35: Getchellit
- 2.FA.40: Wakabayashilith

#### B. mit Alkalien (ohne Cl usw.)
- 2.FB.05: Caswellsilveritgruppe: Caswellsilverit, Cronusit, Schöllhornit
- 2.FB.10: Chvilevait
- 2.FB.15: Orickit
- 2.FB.20: Rasvumitgruppe: Pautovit, Rasvumit
- 2.FB.25: Colimait

#### C. mit Cl, Br, I (Halogenidsulfide)
- 2.FC.05: Djerfisheritgruppe: Djerfisherit, Owensit, Thalfenisit
- 2.FC.10: Bartonitgruppe: Bartonit, Chlorbartonit
- 2.FC.15a: Corderoit-Arzakit-Gruppe: Arzakit (N), Corderoit, Lavrentievit
- 2.FC.15b: Kenhsuit
- 2.FC.15c: Grechishchevit
- 2.FC.15d: Radtkeit
- 2.FC.20a: Capgaronnit
- 2.FC.20b: Iltisit
- 2.FC.20c: Perroudit
- 2.FC.25: Demicheleit-(Br) (Rn), Demicheleit-(Cl) (IMA 2008-020), Demicheleit-(I) (IMA 2009-049)
- 2.FC.30: unbesetzt

#### D. mit O, OH, H2O
- 2.FD.05: Kermesit
- 2.FD.10: Viaeneit
- 2.FD.20: Erdit
- 2.FD.25: Coyoteit
- 2.FD.30: Valleriitgruppe: Haapalait, Valleriit, Yushkinit
- 2.FD.35: Tochilinit
- 2.FD.40: Wilhelmramsayit
- 2.FD.45: Vyalsovit
- 2.FD.50: Bazhenovit

### G Sulfarsenide, Sulfantimonide, Sulfbismutide
- 2.G: Daliranit (IMA 2007-010)

#### A. Insel-Sulfarsenide (Neso-Sulfarsenide) usw., ohne zusätzlichen Schwefel (S)
- 2.GA.05: Proustitgruppe: Proustit, Pyrargyrit
- 2.GA.10: Xanthokongruppe: Pyrostilpnit, Xanthokon
- 2.GA.15: Samsonit
- 2.GA.20: Skinneritgruppe: Skinnerit, Wittichenit
- 2.GA.25: Lapieitgruppe: Lapieit, Lisiguangit (IMA 2007-003), Malyshevit, Mückeit
- 2.GA.30: Nowackiitgruppe: Aktashit (Rd), Gruzdevit, Nowackiit
- 2.GA.35: Laffittit
- 2.GA.40: Stalderitgruppe: Routhierit, Stalderit
- 2.GA.45: Erniggliit
- 2.GA.50: Bournonitgruppe: Bournonit, Seligmannit, Součekit

#### B. Insel-Sulfarsenide (Neso-Sulfarsenide) usw., mit zusätzlichem Schwefel (S)
- 2.GB.05: Tennantitgruppe: Argentotennantit, Argentotetraedrit, Freibergit, Giraudit, Goldfieldit (Rd), Hakit, Tennantit, Tetraedrit
- 2.GB.10: Stephanitgruppe: Selenostephanit, Stephanit
- 2.GB.15: Pearceit-Polybasit-Gruppe: Cupropearceit, Cupropolybasit, Pearceit-Tac (früher Pearceit), Pearceit-T2ac (früher Arsenpolybasit), Pearceit-M2a2b2c (früher Arsenpolybasit), Polybasit-Tac (früher Antimonpearceit), Polybasit-T2ac (früher Polybasit), Polybasit-M2a2b2c (früher Polybasit), Selenopolybasit
- 2.GB.20: Galkhait

#### C. Poly-Sulfarsenide
- 2.GC.05: Wallisitgruppe: Hatchit, Wallisit
- 2.GC.10: Sinnerit
- 2.GC.15: Watanabeit
- 2.GC.20: Simonit
- 2.GC.25: Quadratit
- 2.GC.30: Smithit
- 2.GC.35: Trechmannit
- 2.GC.40a: Aleksit
- 2.GC.40b: Kochkarit
- 2.GC.40c: Poubait, Rucklidgeit
- 2.GC.40d: Saddlebackit
- 2.GC.40e: Babkinit
- 2.GC.45: Tvalchrelidzeit
- 2.GC.50: Mutnovskit

### H Sulfosalze mit SnS als Vorbild
Deformierte (As,Sb,Bi)S6-Oktaeder mit deutlichen (As,Sb,Bi)S3-Pyramiden.

#### A. Mit Cu, Ag, Fe (ohne Pb)
- 2.HA.05: Chalkostibitgruppe: Chalkostibit, Emplektit
- 2.HA.10: Miargyrit
- 2.HA.15: Livingstonit
- 2.HA.20: Berthieritgruppe: Berthierit, Klerit, Garavellit
- 2.HA.25: Aramayoitgruppe: Aramayoit, Baumstarkit

#### B. Mit Cu, Ag, Fe, Sn und Pb
- 2.HB.05a: Aikinit, Emilit, Friedrichit, Gladit, Hammarit, Krupkait, Lindströmit (Rd), Paarit, Pekoit, Salzburgit
- 2.HB.05b: Meneghinit
- 2.HB.05c: Jaskólskiit
- 2.HB.10a: Kobellit-Reihe: Kobellit, Tintinait
- 2.HB.10b: Giessenit, Izoklakeit
- 2.HB.10c: Eclarit
- 2.HB.15: Jamesonitgruppe: Benavidesit, Jamesonit
- 2.HB.20a: Nagyágit
- 2.HB.20b: Buckhornit
- 2.HB.20c: Museumit
- 2.HB.20d: Berryit
- 2.HB.20e: Litochlebit (IMA 2009-036), Watkinsonit

#### C. Nur mit Blei (Pb)
- 2.HC.05a: Sartoritgruppe: Guettardit, Sartorit, Twinnit
- 2.HC.05b: Baumhaueritgruppe: Baumhauerit (Baumhauerit I), Baumhauerit II (Q), Argentobaumhauerit (ehemals Baumhauerit-2a)
- 2.HC.05c: Liveingit
- 2.HC.05d: Dufrénoysitgruppe: Dufrénoysit, Rathit, Rathit-IV (Q), Veenit
- 2.HC.05e: Dalnegroit (IMA 2009-058)
- 2.HC.05f: Parapierrotit, Pierrotit
- 2.HC.05g: Marumoit
- 2.HC.10a: Fülöppit
- 2.HC.10b: Plagionit
- 2.HC.10c: Heteromorphit
- 2.HC.10d: Rayit, Semseyit
- 2.HC.15: Boulangeritgruppe: Boulangerit, Falkmanit (G), Plumosit (Q)
- 2.HC.20: Robinsonit
- 2.HC.25: Moëloit
- 2.HC.30: Dadsonit
- 2.HC.35: Owyheeit, Zoubekit
- 2.HC.40: Parasterryit (IMA 2010-033)

#### D. Mit Thallium (Tl)
- 2.HD.05: Lorándit-Weissbergit-Gruppe: Lorándit, Weissbergit
- 2.HD.10: unbesetzt
- 2.HD.15: Christit
- 2.HD.20: Jankovićit
- 2.HD.25: Rebulit (N)
- 2.HD.30: Imhofit
- 2.HD.35: Edenharterit
- 2.HD.40: Jentschit
- 2.HD.45: Hutchinsonit
- 2.HD.50: Bernardit
- 2.HD.55: Sicherit
- 2.HD.60: Gabrielit

#### E. Mit Alkalien, H2O
- 2.HE.05: Gerstleyit
- 2.HE.10: Ambrinoit (IMA 2009-071)

#### F. Mit SnS- und PbS-Archetyp-Struktureinheiten
- 2.HF.10: Chabournéit
- 2.HF.20: Vrbait
- 2.HF.25a: Kylindritgruppe: Abramovit, Kylindrit, Lévyclaudit
- 2.HF.25b: Coirait, Franckeit
- 2.HF.30: Lengenbachit

### J Sulfosalze mit PbS als Vorbild.(As,Sb,Bi)S6-Oktaeder

#### A. Ketten kombiniert zu Blättern
- 2.JA.05a: Pavonitgruppe: Cupropavonit, Cupromakopavonit (IMA 2005-036), Dantopait (IMA 2008-058), Pavonit
- 2.JA.05b: Grumiplucit
- 2.JA.05c: Kudriavit
- 2.JA.05d: Makovickyitgruppe: Cupromakovickyit, Makovickyit
- 2.JA.05e: Benjaminit (Rd)
- 2.JA.05f: Mummeit
- 2.JA.05g: Borodaevit
- 2.JA.05h: Mozgovait
- 2.JA.10a: Cuprobismutit
- 2.JA.10b: Kupčíkit
- 2.JA.10c: Hodrušit
- 2.JA.10d: Pizgrischit
- 2.JA.10e: Paděrait
- 2.JA.15: Cuboargyrit, Schapbachit (Rd)
- 2.JA.20: Matilditgruppe: Bohdanowiczit (Rd), Matildit, Volynskit

#### B. Galenit-Derivate mit Blei (Pb)
- 2.JB.: Tazieffit (IMA 2008-012)
- 2.JB.05: Diaphorit
- 2.JB.10: Cosalit
- 2.JB.15: Freieslebenitgruppe: Freieslebenit, Marrit
- 2.JB.20: Cannizzaritgruppe: Cannizzarit, Wittit (Q)
- 2.JB.25a: Junoit
- 2.JB.25b: Felbertalit
- 2.JB.25c: Nordströmit
- 2.JB.25d: Proudit
- 2.JB.25e: unbesetzt
- 2.JB.25f: unbesetzt
- 2.JB.25g: Nuffieldit
- 2.JB.25h: unbesetzt
- 2.JB.25i: Cuproneyit (IMA 2008-053), Neyit
- 2.JB.25j: Rouxelit
- 2.JB.30a: Jordanitgruppe: Geokronit, Jordanit
- 2.JB.30b: Kirkiit
- 2.JB.30c: Tsugaruit
- 2.JB.35a: Zinkenit
- 2.JB.35b: Scainiit
- 2.JB.35c: Pillait
- 2.JB.35d: Pellouxit
- 2.JB.40a: Lillianitgruppe: Fizélyit, Gustavit, Lillianit, Quatrandorit (Rn, ehemals Andorit IV[1]), Ramdohrit, Roshchinit, Senandorit (Rn, ehemals Andorit VI[1]), Treasurit, Uchucchacuait, Vikingit, Xilingolith
- 2.JB.40b: Aschamalmit, Eskimoit, Heyrovskýit
- 2.JB.40c: Ourayit
- 2.JB.40d: Schirmerit (diskreditiert 2008)[2]
- 2.JB.40e: Ustarasit (Q)
- 2.JB.45: Galenobismutitgruppe: Ángelait, Galenobismutit, Weibullit (Rd)
- 2.JB.55: Gratonit
- 2.JB.60: Marrucciit
- 2.JB.65: Vurroit

#### C. Galenit-Derivate mit Thallium (Tl)
- 2.JC.05: Ellisit
- 2.JC.10: Gillulyit

### K Sulfarsenate

#### A. Sulfarsenate mit (As,Sb)S4-Tetraedern
- 2.KA.05: Enargitgruppe: Enargit, Petrukit
- 2.KA.10: Luzonitgruppe: Barquillit, Briartit, Famatinit, Luzonit, Permingeatit
- 2.KA.15: Fangit

#### B. Sulfarsenate mit zusätzlichem Schwefel
- 2.KB.05: Billingsleyit

### L unklassifizierte Sulfosalze

#### A. ohne Pb
- 2.LA.10: Dervillit (Rd)
- 2.LA.15: Daomanit
- 2.LA.20: Vaughanit
- 2.LA.25: Criddleit
- 2.LA.30: Fettelit
- 2.LA.35: Chaméanit
- 2.LA.40: Arcubisit
- 2.LA.45: Mgriit
- 2.LA.50: Benleonardit
- 2.LA.55: Tsnigriit
- 2.LA.60: Borovskit
- 2.LA.65: Jonassonit

#### B. mit Pb
- 2.LB.05: Miharait
- 2.LB.20: Ardait
- 2.LB.30: Madocit
- 2.LB.35: Larosit
- 2.LB.40: Mazzettiit, Petrovicit
- 2.LB.45: Crerarit
- 2.LB.50: Launayit
- 2.LB.55: Playfairit
- 2.LB.60: Sorbyit
- 2.LB.65: Sterryit

### M Oxysulfosalze

#### A. Oxysulfosalze von Alkalien und Erdalkalien
- 2.MA.05: Cetineit, Ottensit
- 2.MA.10: Sarabauit

## 3. Halogenide

### A Einfache Halogenide ohne H2O

#### A. M: X = 1: 1 und 2: 3
- 3.AA.: Panichiit
- 3.AA.05: Nantokitgruppe: Marshit, Miersit, Nantokit
- 3.AA.10: Jodargyritgruppe: Jodargyrit, Tocornalit (Q)
- 3.AA.15: Chlorargyritgruppe: Bromargyrit, Chlorargyrit
- 3.AA.20: Halitgruppe: Carobbiit, Griceit, Halit, Sylvin, Villiaumit
- 3.AA.25: Salmiakgruppe: Lafossait, Salmiak
- 3.AA.30: Kalomelgruppe: Kalomel, Kuzminit, Moschelit
- 3.AA.35: Neighborit
- 3.AA.40: Chlorocalcit
- 3.AA.45: Kolarit
- 3.AA.50: Radhakrishnait
- 3.AA.55: Challacolloit
- 3.AA.60: Hephaistosit

#### B. M: X = 1: 2
- 3.AB.05: Tolbachit
- 3.AB.10: Coccinit
- 3.AB.15: Sellait
- 3.AB.20: Chloromagnesitgruppe: Chloromagnesit (Q), Lawrencit, Scacchit
- 3.AB.25: Fluoritgruppe: Fluorit, Fluorocronit (IMA 2010-023), Frankdicksonit, Strontiofluorit (IMA 2009-014)
- 3.AB.30: Tveitit-(Y)
- 3.AB.35: Gagarinitgruppe: Gagarinit-(Y), Gagarinit-(Ce) (ehem. Zajacit-(Ce)), Polezhaevait-(Ce) (IMA 2009-015)

#### C. M: X = 1: 3
- 3.AC.05: Zharchikhit
- 3.AC.10: Molysit
- 3.AC.15: Fluoceritgruppe: Fluocerit-(Ce), Fluocerit-(La)
- 3.AC.20: Gananit

### B Einfache Halogenide mit H2O

#### A. M: X = 1: 1 und 2: 3
- 3.BA.05: Hydrohalit
- 3.BA.10: Carnallit

#### B. M: X = 1: 2
- 3.BB.05: Eriochalcit
- 3.BB.10: Rokühnit
- 3.BB.15: Bischofit
- 3.BB.20: Nickelbischofit
- 3.BB.25: Sinjarit
- 3.BB.30: Antarcticit
- 3.BB.35: Tachyhydrit

#### C. M: X = 1: 3
- 3.BC.05: Chloraluminit

#### D. Einfache Halogenide mit H2O und zusätzlichem OH
- 3.BD.05: Cadwaladerit (Q)
- 3.BD.10: Lesukit
- 3.BD.15: Korshunovskit
- 3.BD.20: Nepskoeit
- 3.BD.25: Koenenit

### C Komplexe Halogenide
- 3.C: Ammineit (IMA 2008-032)

#### A. Borofluoride
- 3.CA.05: Ferruccit
- 3.CA.10: Avogadritgruppe: Avogadrit, Barberiit

#### B. Insel-Aluminofluoride (Neso-Aluminofluoride)
- 3.CB.05: Kryolithionit
- 3.CB.15: Kryolithgruppe: Kryolith, Elpasolith, Simmonsit
- 3.CB.20: Colquiriit
- 3.CB.25: Weberit
- 3.CB.30: Karasugit
- 3.CB.35: Usovit
- 3.CB.40: Thomsenolithgruppe: Pachnolith, Thomsenolith
- 3.CB.45: Carlhintzeit
- 3.CB.50: Yaroslavit

#### C. Gruppen-Aluminofluoride (Soro-Aluminofluoride)
- 3.CC.05: Gearksutit
- 3.CC.10: Tikhonenkovitgruppe: Acuminit, Tikhonenkovit
- 3.CC.15: Artroeit
- 3.CC.20: Jarlitgruppe: Calcjarlit, Jarlit, Jørgensenit

#### D. Ketten-Aluminofluoride (Ino-Aluminofluoride)
- 3.CD.05: Rosenbergit
- 3.CD.10: Prosopit

#### E. Schicht-Aluminofluoride (Phyllo-Aluminofluoride)
- 3.CE.05: Chiolith

#### F. Gerüst-Aluminofluoride (Tekto-Aluminofluoride)
- 3.CF.05: Hydrokenoralstonit (ehemals Ralstonit)
- 3.CF.15: Bøgvadit

#### G. Aluminofluoride mit CO3, SO4, PO4
- 3.CG.05: Stenonit
- 3.CG.10: Chukhrovitgruppe: Chukhrovit-(Ce), Chukhrovit-(Nd), Chukhrovit-(Y), Meniaylovit
- 3.CG.15: Creedit
- 3.CG.20: Bøggildit
- 3.CG.25: Thermessait

#### H. Silicofluoride
- 3.CH.: Heklait (IMA 2008-052)
- 3.CH.05: Malladrit
- 3.CH.10: Bararit
- 3.CH.15: Hieratitgruppe: Kryptohalit, Hieratit
- 3.CH.20: Demartinit
- 3.CH.25: Knasibfit

#### J. Mit MX6-Komplexen; M = Fe, Mn, Cu
- 3.CJ.05: Rinneitgruppe: Chlormanganokalit, Rinneit
- 3.CJ.10: Erythrosideritgruppe: Erythrosiderit, Kremersit
- 3.CJ.15: Mitscherlichit
- 3.CJ.20: Douglasit
- 3.CJ.25: Redikortsevit (H), Zirklerit (Q)

### D Oxihalogenide, Hydroxyhalogenide und verwandte Doppel-Halogenide

#### A. Mit Cu usw., ohne Pb
- 3.DA.05: Melanothallit
- 3.DA.10a: Atacamitgruppe: Atacamit, Hibbingit, Kempit
- 3.DA.10b: Belloitgruppe: Belloit, Botallackit, Klinoatacamit
- 3.DA.10c: Gillardit, Haydeeit, Herbertsmithit, Kapellasit, Paratacamit
- 3.DA.15: Claringbullit
- 3.DA.20: Simonkolleit
- 3.DA.25: Buttgenbachit-Connellit-Gruppe: Buttgenbachit, Connellit
- 3.DA.30: Abhurit
- 3.DA.35: Ponomarevit
- 3.DA.40: Anthonyit, Calumetit
- 3.DA.45: Khaidarkanit
- 3.DA.50: Bobkingit
- 3.DA.55: Avdoninit
- 3.DA.60: Droninoit

#### B. Mit Pb, Cu usw.
- 3.DB.05: Diaboleit
- 3.DB.10: Pseudoboleit
- 3.DB.15: Boleit
- 3.DB.20: Cumengeit
- 3.DB.25: Bideauxit
- 3.DB.30: Chloroxiphit
- 3.DB.35: Hämatophanit
- 3.DB.40: Asisit-Parkinsonit-Gruppe: Asisit, Parkinsonit
- 3.DB.45: Murdochit
- 3.DB.50: Yedlinit

#### C. Mit Pb (As, Sb, Bi) ohne Cu
- 3.DC.05: Laurionitgruppe: Laurionit, Paralaurionit
- 3.DC.10: Fiedlerit
- 3.DC.15: Penfieldit
- 3.DC.20: Laurelit
- 3.DC.25: Matlockitgruppe: Bismoclit, Daubréeit, Matlockit, Rorisit, Zavaritskit, Zhangpeishanit
- 3.DC.30: Nadoritgruppe: Nadorit, Perit
- 3.DC.35: Aravaipaitgruppe: Aravaipait
- 3.DC.37: Calcioaravaipait
- 3.DC.40: Thorikosit
- 3.DC.45: Mereheadit
- 3.DC.50: Blixit
- 3.DC.55: Pinalit
- 3.DC.60: Symesit
- 3.DC.65: Heliophyllitgruppe: Ekdemit, Heliophyllit (Q)
- 3.DC.70: Mendipit
- 3.DC.75: Damarait
- 3.DC.80: Onoratoit
- 3.DC.85: Cotunnit
- 3.DC.90: Pseudocotunnit (Q)
- 3.DC.95: Barstowit

#### D. mit Hg
- 3.DD.05: Eglestonitgruppe: Eglestonit, Kadyrelit
- 3.DD.10: Poyarkovit
- 3.DD.15: Hanawaltit
- 3.DD.20: Terlinguait
- 3.DD.25: Pinchit
- 3.DD.30: Mosesitgruppe: Gianellait, Mosesit
- 3.DD.35: Kleinit
- 3.DD.40: Tedhadleyit
- 3.DD.45: Vasilyevit
- 3.DD.50: Aurivilliusit
- 3.DD.55: Terlinguacreekit
- 3.DD.60: Kelyanit
- 3.DD.65: Comancheit

#### E. mit Seltenerden-Elementen (REE)
- 3.DE.05: Håleniusit-(La)

## 4. Oxide (Hydroxide, V[5,6]-Vanadate, Arsenite, Antimonite, Bismutite, Sulfite, Selenite, Tellurite, Iodate)

### A Metall: Sauerstoff = 2: 1 und 1: 1

#### A. Kation: Anion (M: O) = 2: 1 (und 1,8: 1)
- 4.AA.05: Eis(-Ih)
- 4.AA.10: Cuprit
- 4.AA.15: Paramelaconit

#### B. Kation: Anion (M: O) = 1: 1 (und bis 1: 1,25); mit nur kleinen bis mittelgroßen Kationen
- 4.AB.05: Crednerit
- 4.AB.10: Tenorit
- 4.AB.15: Delafossitgruppe: Delafossit, Mcconnellit
- 4.AB.20: Zinkitgruppe: Bromellit, Zinkit
- 4.AB.25: Periklasgruppe: Bunsenit, Calciumoxid, Ferroperiklas (diskreditiert als Varietät von Periklas), Manganosit, Monteponit, Periklas, Wüstit
- 4.AB.30: Palladinit (Q)

#### C. Kation: Anion (M: O) = 1: 1 (und bis 1: 1,25); mit großen Kationen (± kleineren)
- 4.AC.05: Swedenborgit
- 4.AC.10: Brownmilleritgruppe: Brownmillerit, Srebrodolskit
- 4.AC.15: Montroydit
- 4.AC.20: Lithargitgruppe: Lithargit, Romarchit
- 4.AC.25: Massicotit

### B Metall: Sauerstoff = 3: 4 und vergleichbare

#### A. Mit kleinen und mittelgroßen Kationen
- 4.BA.05: Chrysoberyll
- 4.BA.10: Manganostibit

#### B. Mit ausschließlich mittelgroßen Kationen
- 4.BB.: Dmitryivanovit (IMA 2006-035)
- 4.BB.05: Spinellgruppe: Chromit, Cochromit, Coulsonit (Rd), Cuprospinell, Filipstadit, Franklinit, Gahnit, Galaxit, Hercynit, Jakobsit, Magnesiochromit, Magnesiocoulsonit, Magnesioferrit, Magnetit, Manganochromit, Nichromit (N), Qandilit, Spinell, Trevorit, Ulvöspinell, Vuorelainenit, Zincochromit
- 4.BB.10: Hausmannitgruppe: Hausmannit, Hetaerolith, Hydrohetaerolith, Iwakiit (diskreditiert 2018, da Polymorph von Jakobsit)
- 4.BB.15: Maghemitgruppe: Maghemit, Titanomaghemit
- 4.BB.20: Tegengrenit
- 4.BB.25: Xieit

#### C. Mit mittelgroßen und großen Kationen
- 4.BC.05: Marokit

#### D. Mit ausschließlich großen Kationen
- 4.BD.05: Minium

### C Metall: Sauerstoff = 2: 3, 3: 5 und vergleichbare
- 4.C: Allendeit (IMA 2007-027)

#### A. Mit kleinen Kationen
unbesetzt

#### B. Mit mittelgroßen Kationen
- 4.CB.: Kleberit (IMA 2012-023)
- 4.CB.05: Korundgruppe: Auroantimonat (N), Brizziit, Ecandrewsit, Eskolait, Geikielith, Hämatit, Ilmenit, Karelianit, Korund, Melanostibit, Pyrophanit, Romanit (N)
- 4.CB.10: Bixbyitgruppe: Avicennit, Bixbyit-(Fe), Bixbyit-(Mn) (ehemals Bixbyit)
- 4.CB.15: Pseudobrookitgruppe: Armalcolit (Rd), Mongshanit (N), Pseudobrookit (Rd)
- 4.CB.20: Högbomitgruppe: Ferrohögbomit-2N2S, Ferrohögbomit-6N12S (H), Magnesiohögbomit-2N2S (Rn), Magnesiohögbomit-2N3S (Rn), Magnesiohögbomit-6N6S (Rn), Zincohögbomit-2N2S (Rn), Zincohögbomit-2N6S (Rn)
- 4.CB.25: Pseudorutil (Rd)
- 4.CB.30: Berdesinskiitgruppe: Berdesinskiit, Oxyvanit (IMA 2008-044)
- 4.CB.35: Schreyeritgruppe: Olkhonskit, Schreyerit
- 4.CB.40: Nolanit-Gruppe: Kamiokit, Nolanit, Rinmanit
- 4.CB.45: Claudetitgruppe: Claudetit, Stibioclaudetit (IMA 2007-028)
- 4.CB.50: Arsenolithgruppe: Arsenolith, Senarmontit
- 4.CB.55: Valentinit
- 4.CB.60: Bismit
- 4.CB.65: Sphaerobismoit
- 4.CB.70: Sillénit
- 4.CB.75: Kyzylkumit
- 4.CB.80: Tietaiyangit (N)

#### C. Mit großen und mittelgroßen Kationen
- 4.CC.05: Chrombismit
- 4.CC.10: Freudenbergit
- 4.CC.15: Grossit
- 4.CC.20: Chlormayenit (ehemals Mayenit), Fluormayenit
- 4.CC.25: Yafsoanit
- 4.CC.30: Perowskit-Lueshit-Gruppe: Barioperowskit, Lakargiit, Latrappit, Lueshit, Natroniobit (Q), Perowskit
- 4.CC.35: Loparit-Macedonit-Gruppe: Isolueshit, Loparit (ehemals Loparit-(Ce)), Macedonit, Tausonit
- 4.CC.40: Crichtonitgruppe: Cleusonit, Crichtonit, Davidit-(Ce), Davidit-(La), Davidit-(Y) (Rn), Dessauit-(Y), Gramaccioliit-(Y), Landauit, Lindsleyit, Loveringit, Mathiasit, Senait
- 4.CC.45: Magnetoplumbitgruppe: Batiferrit, Barioferrit, Diaoyudaoit, Haggertyit, Hawthorneit, Hibonit, Lindqvistit, Magnetoplumbit, Nežilovit, Plumboferrit, Yimengit
- 4.CC.50: Jeppeit
- 4.CC.55: Zenzénit
- 4.CC.60: Mengxianminit (N)

### D Metall: Sauerstoff = 1: 2 und vergleichbare

#### A. Mit kleinen Kationen: Kieselsäure-Familie
- 4.DA.05: Quarzgruppe: Quarz, β-Quarz (H)
- 4.DA.10: Opalgruppe: Opal, Tridymit
- 4.DA.15: Cristobalit
- 4.DA.20: Mogánit
- 4.DA.25: Melanophlogit (Rd)
- 4.DA.30: Lechatelierit (Q)
- 4.DA.35: Coesit
- 4.DA.40: Stishovit
- 4.DA.45: Keatit (H)
- 4.DA.50: Seifertit

#### B. Mit mittelgroßen Kationen; Ketten kantenverknüpfter Oktaeder
- 4.DB.05: Rutilgruppe: Argutit, Kassiterit, Plattnerit, Pyrolusit, Rutil, Tripuhyit (Rd), Tugarinovit, Varlamoffit (Q)
- 4.DB.10: Tapiolitgruppe: Byströmit, Ordoñezit, Tapiolit-(Fe) (ehemals Ferrotapiolit), Tapiolit-(Mn) (ehemals Manganotapiolit)
- 4.DB.15a: Ramsdellitgruppe: Paramontroseit, Ramsdellit
- 4.DB.15b: Akhtenskit
- 4.DB.15c: Nsutit
- 4.DB.20: Scrutinyit
- 4.DB.25: Samarskitgruppe: Calciosamarskit, Ishikawait, Ixiolith (Rd), Písekit-(Y) (Q), Samarskit-(Y), Samarskit-(Yb), Srilankit, Yttrocolumbit-(Y) (Q)
- 4.DB.30: Wolframit-Gruppe: Ferberit, Heftetjernit (IMA 2006-056), Hübnerit, Krasnoselskit (H), Magnesiowolframit (N), Sanmartinit
- 4.DB.35: Columbit-Gruppe: Columbit-(Fe) (ehemals Ferrocolumbit), Columbit-(Mg) (ehemals Magnesiocolumbit), Columbit-(Mn) (ehemals Manganocolumbit), Qitianlingit, Tantalit-(Fe) (ehemals Ferrotantalit), Tantalit-(Mg) (ehemals Magnesiotantalit), Tantalit-(Mn) (ehemals Manganotantalit)
- 4.DB.40: Wodginitgruppe: Ferrotitanowodginit, Ferrowodginit, Lithiotantit, Lithiowodginit, Titanowodginit, Wodginit
- 4.DB.45: Tivanit
- 4.DB.50: Carmichaelit
- 4.DB.55: Alumotantit
- 4.DB.60: Biehlit

#### C. Mit mittelgroßen Kationen; Lagen kantenverknüpfter Oktaeder
- 4.DC.05: Bahianit
- 4.DC.10: Simpsonit

#### D. Mit mittelgroßen Kationen; Gerüst kantenverknüpfter Oktaeder
- 4.DD.05: Anatas
- 4.DD.10: Brookit

#### E. Mit mittelgroßen Kationen; Mit verschiedenen Polyedern
- 4.DE.05: Downeyit
- 4.DE.10: Koragoit
- 4.DE.15: Koechlinitgruppe: Koechlinit, Russellit, Tungstibit
- 4.DE.20: Tellurit
- 4.DE.25: Paratellurit
- 4.DE.30: Stibiotantalit-Cervantit-Gruppe: Bismutocolumbit, Bismutotantalit, Cervantit (Rd), Klinocervantit, Stibiocolumbit, Stibiotantalit
- 4.DE.35: Baddeleyitgruppe: Baddeleyit, Akaogiit (IMA 2007-058)

#### F. Mit großen (± mittelgroßen) Kationen; dimer und trimer kantenverknüpfte Oktaeder
- 4.DF.05: Aeschynitgruppe: Aeschynit-(Ce), Aeschynit-(Nd), Aeschynit-(Y) (Rn), Nioboaeschynit-(Ce) (D), Nioboaeschynit-(Nd) (N), Nioboaeschynit-(Y) (D), Rynersonit, Tantalaeschynit-(Y), Vigezzit
- 4.DF.10: Changbaiit
- 4.DF.15: Muratait-(Y)

#### G. Mit großen (± mittelgroßen) Kationen; Ketten kantenverknüpfter Oktaeder
- 4.DG.05: Euxenitgruppe: Euxenit-(Y), Fersmit, Kobeit-(Y), Loranskit-(Y), Polykras-(Y), Tanteuxenit-(Y), Uranopolykras, Yttrokrasit-(Y) (Q)
- 4.DG.10: Beta-Fergusonit-Gruppe: Klinofergusonit-(Ce) (Rn, ehemals Fergusonit-(Ce)-β[1]), Klinofergusonit-(Nd) (Rn, ehemals Fergusonit-(Nd)-β[1]), Klinofergusonit-(Y) (Rn, ehemals Fergusonit-(Y)-β[1]), Yttrotantalit-(Y)
- 4.DG.15: Foorditgruppe: Foordit, Thoreaulith
- 4.DG.20: Raspit

#### H. Mit großen (± mittelgroßen) Kationen; Lagen kantenverknüpfter Oktaeder
- 4.DH.05: Brannerit-Orthobrannerit-Gruppe: Brannerit, Orthobrannerit, Thorutit
- 4.DH.10: Lucasitgruppe: Kassit, Lucasit-(Ce)
- 4.DH.15: Pyrochlorgruppe: Hydrokenoelsmoreit (Rd, ehemals Elsmoreit), Hydroxykenomikrolith (ehemals Cesstibtantit), Fluornatromikrolith (IMA 1998-018), Hydroplumboelsmoreit (ehemals Jixianit), Hydropyrochlor (ehemals Kalipyrochlor), Oxycalciopyrochlor (ehemals Stibiobetafit), Oxystibiomikrolith (ehemals Stibiomikrolith)
  - Anhang: Seit 2010 durch Neudefinition der Pyrochlorgruppe diskreditierte Minerale: Alumotungstit (diskreditiert als Varietät von Hydrokenoelsmoreit), Bariomikrolith (Q), Bariopyrochlor, Betafit (Gruppe), Bismutomikrolith, Bismutopyrochlor, Calciobetafit, Ceriopyrochlor-(Ce), Elsmoreit (Gruppe), Ferritungstit, Mikrolith (Gruppe), Natrobistantit, Plumbobetafit, Plumbomikrolith, Plumbopyrochlor, Pyrochlor (Gruppe), Stannomikrolith, Uranmikrolith, Uranopyrochlor (auch Uranpyrochlor), Yttrobetafit-(Y), Yttropyrochlor-(Y)
- 4.DH.20: Bindheimit (Q) (größtenteils identisch mit Oxyplumboroméit, IMA 2013-042), Lewisit (D)
- 4.DH.25: Rosiait
- 4.DH.30: Zirkonolith (Rd)
- 4.DH.35: Petscheckitgruppe: Liandratit, Petscheckit
- 4.DH.40: Ingersonit
- 4.DH.45: Pittongit

#### J. Mit großen (± mittelgroßen) Kationen; vielgestaltige (polyhedrale) Gerüste
- 4.DJ.05: Natrotantitgruppe: Calciotantit, Irtyshit, Natrotantit

#### K. Mit großen (± mittelgroßen) Kationen; Tunnelstrukturen
- 4.DK.05: Hollanditgruppe: Akaganeit, Ankangit (diskreditiert 2012, da identisch mit Mannardit), Coronadit, Henrymeyerit, Hollandit, Manjiroit, Mannardit, Priderit, Redledgeit
- 4.DK.10: Kryptomelangruppe: Kryptomelan, Romanèchit, Strontiomelan, Todorokit

#### L. Mit großen (± mittelgroßen) Kationen; Fluorit typische Strukturen
- 4.DL.05: Uraninitgruppe: Cerianit-(Ce), Thorianit, Uraninit, Zirkelit (Rd)
- 4.DL.10: Calzirtitgruppe: Calzirtit, Hiärneit, Tazheranit

#### M. Mit großen (± mittelgroßen) Kationen; unklassifiziert
- 4.DM.05: Rankamaitgruppe: Rankamait, Sosedkoit
- 4.DM.15: Cesplumtantit
- 4.DM.20: Eyselit
- 4.DM.25: Kuranakhit

### E Metall: Sauerstoff ≤ 1: 2
- 4.E: Sardignait (IMA 2008-040)

#### A.
- 4.EA.05: Tantit
- 4.EA.10: Molybdit-Gruppe: Krasnogorit (H), Molybdit (Rd)

### F Hydroxide (ohne V oder U)

#### A. Hydroxide mit OH, ohne H2O; eckenverknüpfte Tetraeder
- 4.FA.05a: Behoit
- 4.FA.05b: Klinobehoit
- 4.FA.10: Wülfingitgruppe: Ashoverit, Sweetit, Wülfingit

#### B. Hydroxide mit OH, ohne H2O; vereinzelte Oktaeder
- 4.FB.05: Shakhovit
- 4.FB.10: Cualstibit, Zincalstibit

#### C. Hydroxide mit OH, ohne H2O; eckenverknüpfte Oktaeder
- 4.FC.05: Söhngeitgruppe: Bernalit, Dzhalindit, Söhngeit
- 4.FC.10: Schoenfliesitgruppe: Burtit, Mushistonit, Natanit, Schoenfliesit, Vismirnovit, Wickmanit
- 4.FC.15: Stottitgruppe: Jeanbandyit, Mopungit, Stottit, Tetrawickmanit
- 4.FC.20: Nigeritgruppe: Ferronigerit-2N1S (Rn), Ferronigerit-6N6S (Rn), Magnesionigerit-2N1S (Rn), Magnesionigerit-6N6S (Rn), Zinconigerit-2N1S (H), Zinconigerit-6N6S (N)
- 4.FC.25: Taaffeitgruppe: Ferrotaaffeit-6N'3S (Rn), Magnesiotaaffeit-2N'2S (Rn), Magnesiotaaffeit-6N'3S (Rn)

#### D. Hydroxide mit OH, ohne H2O; Ketten aus kantenverknüpften Oktaedern
- 4.FD.05: Spertiniit
- 4.FD.10: Diasporgruppe: Bracewellit, Diaspor, Goethit, Groutit, Guyanait, Montroseit, Tsumgallit
- 4.FD.15: Manganit
- 4.FD.20: Yttrotungstitgruppe: Yttrotungstit-(Ce) (Rn), Yttrotungstit-(Y)
- 4.FD.25: Frankhawthorneit
- 4.FD.30: Khinit-Parakhinit-Gruppe: Khinit (auch Khinit-4O), Parakhinit (diskreditiert als Polytyp, umbenannt in Khinit-3T[3])

#### E. Hydroxide mit OH, ohne H2O; Lagen kantenverknüpfter Oktaeder
- 4.FE.05: Brucitgruppe: Amakinit, Brucit, Portlandit, Pyrochroit, Theophrastit
- 4.FE.10: Gibbsitgruppe: Bayerit, Doyleit, Gibbsit, Nordstrandit
- 4.FE.15: Böhmitgruppe: Böhmit, Lepidokrokit
- 4.FE.20: Heterogenitgruppe: Grimaldiit, Heterogenit
- 4.FE.25: Lithiophoritgruppe: Feitknechtit, Lithiophorit
- 4.FE.30: Quenselit
- 4.FE.35: Ferrihydritgruppe: Ferrihydrit, Hydromaghemit (H)
- 4.FE.40: Feroxyhytgruppe: Feroxyhyt, Vernadit (Q)
- 4.FE.45: Quetzalcoatlit

#### F. Hydroxide mit OH, ohne H2O; verschiedene Polyeder
- 4.FF.05: Hydroromarchit

#### G. Hydroxide mit OH, ohne H2O; unklassifiziert
- 4.FG.05: Janggunit
- 4.FG.10: Cesàrolith
- 4.FG.15: Kimrobinsonit

#### H. Hydroxide mit H2O ± (OH); isolierte Oktaeder
- 4.FH.05: Bottinoitgruppe: Bottinoit, Brandholzit

#### J. Hydroxide mit H2O ± (OH); kantenverknüpfte Oktaeder
- 4.FJ.05: Sidwillitgruppe: Meymacit (Rd), Sidwillit
- 4.FJ.10: Tungstit
- 4.FJ.15: Hydrotungstit, Ilsemannit (Q)
- 4.FJ.20: Parabariomikrolith

#### K. Hydroxide mit H2O ± (OH); Ketten kantenverknüpfter Oktaeder
- 4.FK.05: Bamfordit

#### L. Hydroxide mit H2O ± (OH); Lagen kantenverknüpfter Oktaeder
- 4.FL.05: Meixneritgruppe: Akdalait, Fougèrit (IMA 2003-057[4]), Iowait, Jamborit, Meixnerit, Muskoxit, Woodallit
- 4.FL.10: Hydrocalumit
- 4.FL.15: Kuzelit
- 4.FL.20: Chalkophanitgruppe: Aurorit, Chalkophanit, Ernienickelit, Jianshuiit
- 4.FL.25: Woodruffit
- 4.FL.30: Asbolan
- 4.FL.35: Buserit
- 4.FL.40: Takanelithgruppe: Ranciéit, Takanelith
- 4.FL.45: Birnessit
- 4.FL.50: Chenxianit (N)
- 4.FL.55: Cianciulliit
- 4.FL.60: Jensenit
- 4.FL.65: Leisingit
- 4.FL.75: Cafetit
- 4.FL.80: Mourit
- 4.FL.85: Deloryit

#### M. Hydroxide mit H2O ± (OH); unklassifiziert
- 4.FM.15: Franconitgruppe: Franconit, Hochelagait, Ternovit
- 4.FM.25: Belyankinitgruppe: Belyankinit (Q), Gerasimovskit, Manganbelyankinit (Q)
- 4.FM.30: Silhydrit
- 4.FM.35: Cuzticit
- 4.FM.40: Cyanophyllit (diskreditiert 2012, Polytyp von Cualstibit)

#### N. Hydroxide mit H2O ± (OH); Kantenverknüpfte Gerüste und/oder gemeinsam genutzte Oktaeder
- 4.FN.05: Menezesit (IMA 2005-023)

### G Uranyl-Hydroxide

#### A. Ohne zusätzliche Kationen
- 4.GA.: Paulscherrerit (IMA 2008-022)
- 4.GA.05: Schoepitgruppe: Metaschoepit, Paraschoepit (Q), Schoepit
- 4.GA.10: Ianthinit
- 4.GA.15: Studtitgruppe: Metastudtit, Studtit

#### B. Mit zusätzlichen Kationen (K, Ca, Ba, Pb usw.); mit vorwiegend UO2(O,OH)5pentagonalen Polyedern
- 4.GB.05: Compreignacitgruppe: Agrinierit, Compreignacit, Rameauit
- 4.GB.10: Becquerelitgruppe: Becquerelit, Billietit, Protasit
- 4.GB.15: Richetit
- 4.GB.20: Calciouranoit-Bauranoit-Gruppe: Bauranoit, Calciouranoit, Metacalciouranoit
- 4.GB.25: Fourmarierit
- 4.GB.30: Wölsendorfit
- 4.GB.35: Masuyit
- 4.GB.40: Vandendriesscheitgruppe: Metavandendriesscheit, Vandendriesscheit
- 4.GB.45: Vandenbrandeit
- 4.GB.50: Sayrit
- 4.GB.55: Curit
- 4.GB.60: Iriginit
- 4.GB.65: Uranosphärit
- 4.GB.70: Holfertit

#### C. Mit zusätzlichen Kationen; mit UO2(O,OH)6hexagonalen Polyedern
- 4.GC.05: Clarkeit
- 4.GC.10: Umohoit
- 4.GC.15: Spriggit

### H V[5,6]-Vanadate

#### A. V[>4]-Inselvanadate (Nesovanadate)
unbesetzt

#### B. Uranyl-Gruppenvanadate (Sorovanadate)
- 4.HB.05: Carnotitgruppe: Carnotit, Margaritasit
- 4.HB.10: Sengierit
- 4.HB.15: Francevillitgruppe: Curienit, Francevillit, Fritzscheit
- 4.HB.20: Metavanuralit, Vanuralit
- 4.HB.25: Metatyuyamunit, Tyuyamunit
- 4.HB.30: Strelkinit
- 4.HB.35: Uvanit (Q)
- 4.HB.40: Rauvit (Q)

#### C. [6]-Gruppenvanadate (Sorovanadate)
- 4.HC.05: Pascoitgruppe: Lasalit, Pascoit, Magnesiopascoit
- 4.HC.10: Hummerit
- 4.HC.15: Sherwoodit

#### D. Kettenvanadate (Inovanadate)
- 4.HD.05: Rossit
- 4.HD.10: Metarossit
- 4.HD.15: Munirit
- 4.HD.20: Metamunirit
- 4.HD.25: Dickthomssenit
- 4.HD.30: Ansermetit

#### E. Schichtvanadate (Phyllovanadate)
- 4.HE.05: Melanovanadit
- 4.HE.10: Shcherbinait
- 4.HE.15: Hewettitgruppe: Hewettit, Metahewettit
- 4.HE.20: Straczekitgruppe: Bariandit, Bokit, Corvusit, Fernandinit (Rd), Straczekit
- 4.HE.25: Häggit
- 4.HE.30: Doloresit
- 4.HE.35: Duttonit
- 4.HE.40: Cavoit

#### F. Gerüstvanadate (Tektovanadate)
- 4.HF.05: Bannermanit

#### G. Unklassifizierte Vanadium-Oxide
- 4.HG.05: Fervanit
- 4.HG.10: Huemulit
- 4.HG.15: Vanalit
- 4.HG.20: Simplotit
- 4.HG.25: Vanoxit (Q)
- 4.HG.30: Navajoit
- 4.HG.35: Delrioit
- 4.HG.40: Metadelrioit
- 4.HG.45: Barnesit
- 4.HG.50: Hendersonit
- 4.HG.55: Grantsit
- 4.HG.60: Lenoblit
- 4.HG.65: Satpaevit (Q)

### J Arsenite, Antimonite, Bismutite, Sulfite, Selenite, Tellurite; Iodate

#### A. Arsenite, Antimonite, Bismutite; ohne zusätzliche Anionen, ohne H2O
- 4.JA.05: Leiteit
- 4.JA.10: Reinerit
- 4.JA.15: Karibibit
- 4.JA.20: Trippkeitgruppe: Kusachiit, Schafarzikit, Trippkeit
- 4.JA.25: Apuanit
- 4.JA.30: Versiliait
- 4.JA.35: Schneiderhöhnit
- 4.JA.40: Zimbabweit
- 4.JA.45: Ludlockit
- 4.JA.50: Paulmooreit
- 4.JA.55: Stibivanit
- 4.JA.60: Chadwickit

#### B. Arsenite, Antimonite, Bismutite; mit zusätzlichen Anionen, ohne H2O
- 4.JB.05: Fetiasit
- 4.JB.10: Manganarsit
- 4.JB.15: Magnussonit (Rd)
- 4.JB.20: Armangit
- 4.JB.25: Nanlingit
- 4.JB.30: Asbecasit
- 4.JB.35: Stenhuggarit
- 4.JB.40: Trigonit
- 4.JB.45: Finnemanit
- 4.JB.50: Gebhardit
- 4.JB.55: Derbylithgruppe: Derbylith, Graeserit, Tomichit
- 4.JB.60: Hemloit
- 4.JB.65: Freedit
- 4.JB.70: Georgiadesit
- 4.JB.75: Ekatit

#### C. Arsenite, Antimonite, Bismutite; ohne zusätzliche Anionen, mit H2O
- 4.JC.05: Cafarsit
- 4.JC.10: Lazarenkoit
- 4.JC.15: Rouseit
- 4.JC.20: Vajdakit

#### D. Arsenite, Antimonite, Bismutite; mit zusätzlichen Anionen, mit H2O
- 4.JD.05: Nealit
- 4.JD.10: Seelit
- 4.JD.15: Tooeleit

#### E. Sulfite
- 4.JE.05: Gravegliait
- 4.JE.10: Hannebachit
- 4.JE.15: Orschallit
- 4.JE.20: Scotlandit

#### F. Selenite ohne zusätzliche Anionen; ohne H2O
- 4.JF.05: Molybdomenit

#### G. Selenite mit zusätzlichen Anionen; ohne H2O
- 4.JG.: Prewittit (IMA2002-041)
- 4.JG.05: Georgbokiit-Gruppe: Georgbokiit, Parageorgbokiit
- 4.JG.10: Chloromenit
- 4.JG.15: Sophiit
- 4.JG.20: Ilinskit
- 4.JG.25: Francisit
- 4.JG.30: Derriksit
- 4.JG.35: Burnsit
- 4.JG.40: Allochalkoselit

#### H. Selenite ohne zusätzliche Anionen; mit H2O
- 4.JH.05: Chalkomenit
- 4.JH.10: Cobaltomenit-Gruppe: Ahlfeldit, Cobaltomenit, Klinochalkomenit (N)
- 4.JH.15: Mandarinoit
- 4.JH.20: Orlandiit
- 4.JH.25: Larisait

#### J. Selenite mit zusätzlichen Anionen; mit H2O
- 4.JJ.05: Marthozit
- 4.JJ.10: Guilleminit
- 4.JJ.15: Piretit
- 4.JJ.20: Demesmaekerit
- 4.JJ.25: Haynesit

#### K. Tellurite ohne zusätzliche Anionen; ohne H2O
- 4.JK.05: Winstanleyit-Gruppe: Walfordit, Winstanleyit
- 4.JK.10: Spiroffit-Gruppe: Spiroffit, Zincospiroffit
- 4.JK.15: Balyakinit
- 4.JK.20: Rajit
- 4.JK.25: Carlfriesit
- 4.JK.30: Denningit
- 4.JK.35: Chekhovichit
- 4.JK.40: Smirnit
- 4.JK.45: Choloalith
- 4.JK.50: Fairbankit
- 4.JK.55: Plumbotellurit
- 4.JK.60: Magnolit
- 4.JK.65: Moctezumit
- 4.JK.70: Schmitterit
- 4.JK.75: Cliffordit

#### L. Tellurite mit zusätzlichen Anionen; ohne H2O
- 4.JL.05: Rodalquilarit
- 4.JL.10: Mackayit
- 4.JL.15: Mroseit
- 4.JL.20: Pingguit
- 4.JL.25: Tlapallit
- 4.JL.30: Girdit

#### M. Tellurite ohne zusätzliche Anionen; mit H2O
- 4.JM.05: Zemannit-Gruppe: Keystoneit, Kinichilit, Zemannit
- 4.JM.10: Emmonsit-Gruppe: Blakeit (Q), Emmonsit
- 4.JM.15: Graemit
- 4.JM.20: Teineit

#### N. Tellurite mit zusätzlichen Anionen; mit H2O
- 4.JN.05: Sonorait
- 4.JN.10: Poughit
- 4.JN.15: Cesbronit (Rd, IMA 17-C)
- 4.JN.20: Eztlit
- 4.JN.25: Oboyerit
- 4.JN.30: Juabit

### K Iodate

#### A. Iodate ohne zusätzliche Anionen; ohne H2O
- 4.KA.05: Lautarit

#### B. Iodate mit zusätzlichen Anionen; ohne H2O
- 4.KB.05: Salesit
- 4.KB.10: Schwartzembergit
- 4.KB.15: Seeligerit

#### C. Iodate ohne zusätzliche Anionen; mit H2O
- 4.KC.05: Bellingerit
- 4.KC.10: Brüggenit

#### D. Iodate mit zusätzlichen Anionen; mit H2O
- 4.KD.05: Dietzeit
- 4.KD.10: George-Ericksenit (ehemals Georgeericksenit)

## 5. Carbonate und Nitrate

### A Carbonate ohne zusätzliche Anionen; ohne H2O

#### A. Alkali-Carbonate
- 5.AA.05: Zabuyelit
- 5.AA.10: Natrit-Gregoryit-Gruppe: Gregoryit, Natrit
- 5.AA.15: Nahcolith
- 5.AA.20: Kalicinit
- 5.AA.25: Teschemacherit
- 5.AA.30: Wegscheiderit

#### B. Erdalkali- (und andere M2+) Carbonate
- 5.AB.05: Calcitgruppe: Calcit, Gaspéit, Magnesit, Otavit, Rhodochrosit, Siderit, Smithsonit, Sphärocobaltit
- 5.AB.10: Dolomitgruppe: Ankerit, Dolomit, Kutnohorit, Minrecordit
- 5.AB.15: Aragonitgruppe: Aragonit, Cerussit, Strontianit, Witherit
- 5.AB.20: Vaterit
- 5.AB.25: Huntit
- 5.AB.30: Norsethit
- 5.AB.35: Alstonit
- 5.AB.40: Olekminskit, Paralstonit
- 5.AB.45: Barytocalcit
- 5.AB.50: Carbocernait
- 5.AB.55: Benstonit
- 5.AB.60: Juangodoyit

#### C. Alkali- und Erdalkali-Carbonate
- 5.AC.05: Eitelit
- 5.AC.10: Nyerereit, Zemkorit
- 5.AC.15: Bütschliit
- 5.AC.20: Fairchildit
- 5.AC.25: Shortit
- 5.AC.30: Burbankitgruppe: Burbankit, Calcioburbankit, Khanneshit, Sanrománit

#### D. Mit Seltenerden-Elementen (REE)
- 5.AD.05: Sahamalith-(Ce)
- 5.AD.10: unbesetzt
- 5.AD.15: Rémonditgruppe: Petersenit-(Ce), Rémondit-(Ce), Rémondit-(La)
- 5.AD.20: Paratooit-(La)

### B Carbonate mit zusätzlichen Anionen; ohne H2O

#### A. Mit Cu, Co, Ni, Zn, Mg, Mn
- 5.BA.05: Azurit
- 5.BA.10: Malachitgruppe: Chukanovit, Georgeit (Rd), Glaukosphärit, Kolwezit, Malachit, Mcguinnessit, Nullaginit, Pokrovskit, Rosasit, Zinkrosasit (Q)
- 5.BA.15: Aurichalcit-Hydrozinkitgruppe: Aurichalcit, Hydrozinkit
- 5.BA.20: Holdawayit
- 5.BA.25: Defernit
- 5.BA.30: Loseyitgruppe: Loseyit, Sclarit

#### B. Mit Alkalien usw.
- 5.BB.05: Barentsit
- 5.BB.10: Dawsonit
- 5.BB.15: Tunisit
- 5.BB.20: Sabinait

#### C. Mit Erdalkali-Kationen
- 5.BC.05: Brenkit
- 5.BC.10: Rouvilleit
- 5.BC.15: Podlesnoit

#### D. Mit Seltenerden-Elementen (REE)
- 5.BD.05: Cordylitgruppe: Cordylit-(Ce), Lukechangit-(Ce)
- 5.BD.10: Kukharenkoit-(Ce), Kukharenkoit-(La), Zhonghuacerit-(Ce) (N)
- 5.BD.15: Cebaitgruppe: Cebait-(Ce), Cebait-(Nd) (N)
- 5.BD.18: Arisit-(Ce), Arisit-(La)
- 5.BD.20a: Bastnäsitgruppe: Bastnäsit-(Ce), Bastnäsit-(La), Bastnäsit-(Nd), Bastnäsit-(Y), Hydroxylbastnäsit-(Ce), Hydroxylbastnäsit-(La) (N), Hydroxylbastnäsit-(Nd), Thorbastnäsit
- 5.BD.20b: Parisitgruppe: Parisit-(Ce), Parisit-(Nd) (N)
- 5.BD.20c: Synchysitgruppe: Synchysit-(Ce), Synchysit-(Nd), Synchysit-(Y) (Rn)
- 5.BD.20d: Röntgenit-(Ce)
- 5.BD.25: Horváthit-(Y)
- 5.BD.30: Qaqarssukit-(Ce)
- 5.BD.35: Huanghoit-(Ce)

#### E. Mit Pb, Bi
- 5.BE.05: Shannonit
- 5.BE.10: Hydrocerussit
- 5.BE.15: Plumbonacrit
- 5.BE.20: Phosgenit
- 5.BE.25: Bismutit
- 5.BE.30: Kettnerit
- 5.BE.35: Beyerit

#### F. Mit Cl, SO4, PO4
- 5.BF.05: Northupitgruppe: Ferrotychit, Manganotychit, Northupit, Tychit
- 5.BF.10: Bradleyitgruppe: Bonshtedtit, Bradleyit, Crawfordit, Sidorenkit
- 5.BF.15: Daqingshanit-(Ce)
- 5.BF.20: Reederit-(Y)
- 5.BF.25: Mineevit-(Y)
- 5.BF.30: Brianyoungit
- 5.BF.35: Philolithit
- 5.BF.40: Leadhillitgruppe: Leadhillit, Macphersonit, Susannit

### C Carbonate ohne zusätzliche Anionen; mit H2O

#### A. Mit mittelgroßen Kationen
- 5.CA.05: Nesquehonit
- 5.CA.10: Lansfordit
- 5.CA.15: Barringtonit (N)
- 5.CA.20: Hellyerit

#### B. Mit großen Kationen (Alkali- und Erdalkali-Carbonate)
- 5.CB.05: Thermonatrit
- 5.CB.10: Soda
- 5.CB.15: Trona
- 5.CB.20: Monohydrocalcit
- 5.CB.25: Ikait
- 5.CB.30: Pirssonit
- 5.CB.35: Gaylussit
- 5.CB.40: Chalkonatronit
- 5.CB.45: Baylissit
- 5.CB.50: Tuliokit

#### C. Mit Seltenerden-Elementen (REE)
- 5.CC.05: Donnayitgruppe: Donnayit-(Y), Mckelveyit-(Nd) (N), Mckelveyit-(Y) (Rd), Weloganit
- 5.CC.10: Tengerit-(Y) (Rd)
- 5.CC.15: Lokkait-(Y)
- 5.CC.20: Shomiokit-(Y)
- 5.CC.25: Calkinsit-Lanthanit-Gruppe: Calkinsit-(Ce), Lanthanit-(Ce), Lanthanit-(La), Lanthanit-(Nd)
- 5.CC.30: Adamsit-(Y)
- 5.CC.35: Decrespignyit-(Y)
- 5.CC.40: Galgenbergit-(Ce)
- 5.CC.45: Ewaldit
- 5.CC.50: Kimurait-(Y)

### D Carbonate mit zusätzlichen Anionen; mit H2O

#### A. Mit mittelgroßen Kationen
- 5.DA.05: Hydromagnesitgruppe: Dypingit, Giorgiosit (Q), Hydromagnesit, Widgiemoolthalith
- 5.DA.10: Artinitgruppe: Artinit, Chlorartinit
- 5.DA.15: Otwayit
- 5.DA.20: Kambaldait
- 5.DA.25: Callaghanit
- 5.DA.30: Clarait
- 5.DA.35: Scarbroitgruppe: Hydroscarbroit, Scarbroit
- 5.DA.40: Quintinitgruppe: Caresit, Charmarit, Quintinit
- 5.DA.45: Barbertonit (diskreditiert 2012), Brugnatellit, Chlormagaluminit, Manasseit (diskreditiert 2012), Sjögrenit (diskreditiert 2012), Zaccagnait
- 5.DA.50: Hydrotalkitgruppe: Comblainit, Desautelsit, Hydrotalkit, Pyroaurit, Reevesit, Stichtit, Takovit
- 5.DA.55: Coalingit
- 5.DA.60: Karchevskyit
- 5.DA.65: Indigirit
- 5.DA.70: Zaratit (Q)

#### B. Mit großen und mittelgroßen Kationen
- 5.DB.05: Alumohydrocalcitgruppe: Alumohydrocalcit, Nasledovit (Q), Para-Alumohydrocalcit
- 5.DB.10: Dresseritgruppe: Dresserit, Dundasit, Kochsándorit, Petterdit, Strontiodresserit
- 5.DB.15: Hydrodresserit
- 5.DB.20: Schuilingit-(Nd)
- 5.DB.25: Sergeevit
- 5.DB.30: Szymańskiit
- 5.DB.35: Montroyalit

#### C. Mit großen Kationen
- 5.DC.05: Ankylitgruppe: Ankylit-(Ce), Ankylit-(La), Calcioankylit-(Ce), Calcioankylit-(Nd), Gysinit-(Nd), Kozoit-(La), Kozoit-(Nd)
- 5.DC.10: Kamphaugit-(Y)
- 5.DC.15: Sheldrickit
- 5.DC.20: Thomasclarkit-(Y)
- 5.DC.25: Peterbaylissit
- 5.DC.30: Clearcreekit
- 5.DC.35: Niveolanit

### E Uranylcarbonate

#### A. UO2: CO3= 1: 1
- 5.EA.10: Urancalcarit
- 5.EA.15: Wyartit, Wyartit II (N)
- 5.EA.20: Oswaldpeetersit
- 5.EA.25: Roubaultit
- 5.EA.30: Kamotoit-(Y)
- 5.EA.35: Sharpit

#### B. UO2: CO3< 1: 1 – 1: 2
- 5.EB.05: Rutherfordin
- 5.EB.10: Blatonit
- 5.EB.15: Joliotit
- 5.EB.20: Bijvoetit-(Y)

#### C. UO2: CO3= 1: 3
- 5.EC.05: Fontanit
- 5.EC.10: Metazellerit, Zellerit

#### D. UO2: CO3= 1: 4
- 5.ED.05: Bayleyit
- 5.ED.10: Swartzit
- 5.ED.15: Albrechtschraufit
- 5.ED.20: Liebigit
- 5.ED.25: Rabbittit
- 5.ED.30: Andersonit
- 5.ED.35: Grimselit
- 5.ED.40: Widenmannit
- 5.ED.45: Znucalit
- 5.ED.50: Čejkait

#### E. UO2: CO33 = 1: 5
- 5.EE.05: Voglit
- 5.EE.10: Shabait-(Nd)

#### F. UO2: CO3> 1: 1
- 5.EF.05: Astrocyanit-(Ce)

#### G. Mit SO4oder SiO4
- 5.EG.05: Schröckingerit
- 5.EG.10: Lepersonnit-(Gd)

### N Nitrate

#### A. Ohne OH oder H2O
- 5.NA.05: Nitronatrit
- 5.NA.10: Nitrokalit
- 5.NA.15: Gwihabait
- 5.NA.20: Nitrobaryt

#### B. Mit OH
- 5.NB.05: Gerhardtitgruppe: Gerhardtit, Rouait

#### C. Mit H2O
- 5.NC.05: Nitromagnesit
- 5.NC.10: Nitrocalcit

#### D. Mit OH (usw.) und H2O
- 5.ND.05: Likasit
- 5.ND.10: Mbobomkulit
- 5.ND.15: Hydrombobomkulit
- 5.ND.20: Sveit

## 6. Borate

### A Monoborate

#### A. BO3ohne zusätzliche Anionen; 1(Δ)
- 6.AA.05: Sassolin
- 6.AA.15: Nordenskiöldingruppe: Nordenskiöldin, Tusionit
- 6.AA.35: Kotoitgruppe: Jimboit, Kotoit
- 6.AA.40: Takedait

#### B. BO3mit zusätzlichen Anionen; 1(Δ) + OH usw.
- 6.AB.05: Hambergit
- 6.AB.10: Berborit
- 6.AB.15: Jeremejewit
- 6.AB.20: Warwickitgruppe: Warwickit, Yuanfuliit
- 6.AB.25: Karlit
- 6.AB.30: Ludwigitgruppe: Azoproit, Bonaccordit, Fredrikssonit, Ludwigit, Vonsenit
- 6.AB.35: Pinakiolith
- 6.AB.40: Orthopinakiolithgruppe: Blatterit, Chestermanit, Orthopinakiolith, Takéuchiit
- 6.AB.45: Hulsitgruppe: Aluminomagnesiohulsit, Hulsit, Magnesiohulsit
- 6.AB.50: Fluoboritgruppe: Fluoborit, Hydroxylborit
- 6.AB.55: Shabynit, Wightmanit
- 6.AB.60: Gaudefroyit
- 6.AB.65: Sakhait
- 6.AB.70: Harkerit
- 6.AB.75: Pertsevit-(F) (IMA 2002-030), Pertsevit-(OH) (IMA 2008-060)
- 6.AB.80: Jacquesdietrichit
- 6.AB.85: Painit

#### C. B(O,OH)4, ohne und mit zusätzlichen Anionen; 1(T), 1(T) + OH usw.
- 6.AC.05: Sinhalit
- 6.AC.10: Pseudosinhalit
- 6.AC.15: Béhieritgruppe: Béhierit, Schiavinatoit
- 6.AC.20: Frolovit
- 6.AC.25: Hexahydroborit
- 6.AC.30: Henmilit
- 6.AC.35: Bandylith
- 6.AC.40: Teepleit
- 6.AC.45: Moydit-(Y)
- 6.AC.50: Carboborit
- 6.AC.55: Sulfoborit
- 6.AC.60: Lüneburgit
- 6.AC.65: Seamanit
- 6.AC.70: Cahnit

### B Diborate

#### A. Insel-Diborate (Neso-Diborate) mit Doppel-Dreiecken B2(O,OH)5; 2(2Δ); 2(2Δ) + OH usw.
- 6.BA.05: Suanit
- 6.BA.10: Kurchatovitgruppe: Klinokurchatovit, Kurchatovit
- 6.BA.15: Szaibélyitgruppe: Sussexit, Szaibélyit
- 6.BA.20: Wiserit

#### B. Insel-Diborate (Neso-Diborate) mit Doppel-Tetraedern B2O(OH)6; 2(2T)
- 6.BB.05: Pinnoit
- 6.BB.10: Pentahydroborit

#### C. Ketten- und Band-Diborate (Ino-Diborate) mit Dreiecken und/oder Tetraedern
- 6.BC.10: Calciborit
- 6.BC.15: Vimsit
- 6.BC.20: Sibirskitgruppe: Parasibirskit, Sibirskit

#### D. Gerüst-Diborate (Tekto-Diborate) mit Tetraedern
- 6.BD.05: Santarosait

### C Triborate

#### A. Insel-Triborate (Neso-Triborate)
- 6.CA.10: Ameghinit
- 6.CA.15: Inderit
- 6.CA.20: Kurnakovit
- 6.CA.25: Inderborit
- 6.CA.30: Meyerhofferit
- 6.CA.35: Inyoit
- 6.CA.40: Solongoit
- 6.CA.45: Peprossiit-(Ce) (Rd)
- 6.CA.50: Nifontovit
- 6.CA.55: Olshanskyit

#### B. Ketten- und Band-Triborate (Ino-Triborate)
- 6.CB.10: Colemanit
- 6.CB.15: Hydroboracit
- 6.CB.20: Howlith
- 6.CB.25: Jarandolit

#### C. Schicht-Triborate (Phyllo-Tripborate)
- 6.CC.05: Johachidolith (Rd)

### D Tetraborate

#### A. Insel-Tetraborate (Neso-Tetraborate)
- 6.DA.10: Borax
- 6.DA.15: Tincalconit
- 6.DA.20: Hungchaoit
- 6.DA.25: Fedorovskit, Roweit
- 6.DA.30: Hydrochlorborit
- 6.DA.35: Uralborit
- 6.DA.40: Borcaritgruppe: Borcarit, Numanoit

#### B. Ketten- und Band-Tetraborate (Ino-Tetraborate)
- 6.DB.05: Kernit

#### C. Schicht-Tetraborate (Phyllo-Tetraborate)
unbesetzt

#### D. Gerüst-Tetraborate (Tekto-Tetraborate)
- 6.DD.05: Diomignit (diskreditiert 2015)

### E Pentaborate

#### A. Insel-Pentaborate (Neso-Pentaborate)
- 6.EA.05: Sborgit
- 6.EA.10: Ramanit-(Cs), Ramanit-(Rb), Santit
- 6.EA.15: Ammonioborit
- 6.EA.25: Ulexit

#### B. Ketten- und Band-Pentaborate (Ino-Pentaborate)
- 6.EB.05: Larderellit
- 6.EB.10: Ezcurrit
- 6.EB.15: Probertit
- 6.EB.20: Tertschit (Q)
- 6.EB.25: Priceit

#### C. Schicht-Pentaborate (Phyllo-Pentaborate)
- 6.EC.05: Biringuccitgruppe: Biringuccit, Nasinit
- 6.EC.10: Gowerit
- 6.EC.15: Veatchit
- 6.EC.20: Volkovskit
- 6.EC.25: Tuzlait
- 6.EC.30: Heidornit
- 6.EC.35: Brianroulstonit

#### D. Gerüst-Pentaborate (Tekto-Pentaborate)
- 6.ED.05: Hilgarditgruppe: Hilgardit, Kurgantait (Rd), Leukostaurit (IMA2007-047), Tyretskit

### F Hexaborate

#### A. Insel-Hexaborate (Neso-Hexaborate)
- 6.FA.05: Aksait
- 6.FA.10: Mcallisterit
- 6.FA.15: Admontit
- 6.FA.20: Rivadavit
- 6.FA.25: Teruggit

#### B. Ketten- und Band-Hexaborate (Ino-Hexaborate)
- 6.FB.05: Aristarainit
- 6.FB.10: Kaliborit

#### C. Schicht-Hexaborate (Phyllo-Hexaborate)
- 6.FC.05: Tunellitgruppe: Nobleit, Tunellit
- 6.FC.15: Ginoritgruppe: Ginorit, Strontioginorit
- 6.FC.20: Fabianit

### G Heptaborate und andere Megaborate

#### A. Gerüst-Heptaborate (Tekto-Heptaborate)
- 6.GA.05: Boracitgruppe: Boracit, Chambersit, Ericait, Hochboracit (H)
- 6.GA.10: Congolith, Trembathit

#### B. Schicht-Nonaborate (Phyllo-Nonaborate) usw.
- 6.GB.05: Studenitsit
- 6.GB.10: Penobsquisit
- 6.GB.15: Preobrazhenskit
- 6.GB.20: Walkerit

#### C. Gerüst-Dodecaborate (Tekto-Dodecaborate)
- 6.GC.05: Londonit, Rhodizit

#### D. Mega-Gerüstborate
- 6.GD.05: Pringleitgruppe: Pringleit, Ruitenbergit
- 6.GD.10: Metaborit

### H Unklassifizierte Borate

#### A.
- 6.HA.05: Chelkarit
- 6.HA.10: Braitschit-(Ce)
- 6.HA.15: Satimolit
- 6.HA.20: Iquiqueit
- 6.HA.25: Wardsmithit
- 6.HA.30: Korzhinskit
- 6.HA.35: Halurgit
- 6.HA.40: Ekaterinit
- 6.HA.45: Vitimit
- 6.HA.50: Canavesit
- 6.HA.55: Qilianshanit

## 7. Sulfate (Selenate, Tellurate, Chromate, Molybdate und Wolframate)

### A Sulfate (Selenate usw.) ohne zusätzliche Anionen, ohne H2O

#### A. Mit kleinen Kationen
unbesetzt

#### B. Mit mittelgroßen Kationen
- 7.AB.05: Millosevichitgruppe: Mikasait, Millosevichit
- 7.AB.10: Chalkocyanitgruppe: Chalkocyanit, Ferrotellurit (diskreditiert, IMA 2019-G), Zinkosit

#### C. Mit mittelgroßen und großen Kationen
- 7.AC.: Pyracmonit (IMA 2008-029)
- 7.AC.05: Vanthoffit
- 7.AC.10: Langbeinitgruppe: Efremovit, Langbeinit, Manganolangbeinit
- 7.AC.15: Yavapaiitgruppe: Eldfellit (IMA 2007-051), Yavapaiit
- 7.AC.20: Godovikovitgruppe: Godovikovit, Sabieit
- 7.AC.25: Thénardit
- 7.AC.30: Metathénardit (H)
- 7.AC.35: Aphthitalit

#### D. Mit ausschließlich großen Kationen
- 7.AD.05: Arcanitgruppe: Arcanit, Mascagnin
- 7.AD.10: Mercallit
- 7.AD.15: Misenit
- 7.AD.20: Letovicit
- 7.AD.25: Glauberit
- 7.AD.30: Anhydrit
- 7.AD.35: Barytgruppe: Anglesit, Baryt, Coelestin, Olsacherit
- 7.AD.40: Kalistrontit, Palmierit

### B Sulfate (Selenate usw.) mit zusätzlichen Anionen, ohne H2O

#### A. Mit kleinen Kationen
unbesetzt

#### B. Mit mittelgroßen Kationen
- 7.BB.: Grandviewit (IMA 2007-004)
- 7.BB.05: Caminit
- 7.BB.10: Hauckit
- 7.BB.15: Antlerit
- 7.BB.20: Dolerophanit
- 7.BB.25: Brochantit
- 7.BB.30: Vergasovait
- 7.BB.35: Klebelsbergit (Rd)
- 7.BB.40: Schuetteit
- 7.BB.45: Paraotwayit
- 7.BB.50: Xocomecatlit
- 7.BB.55: Pauflerit

#### C. Mit mittelgroßen und großen Kationen
- 7.BC.: Adranosit-(Al) (IMA 2008-057), Adranosit-(Fe)
- 7.BC.05: D’Ansit
- 7.BC.10: Alunitgruppe: Alunit (Rd), Ammonioalunit, Ammoniojarosit (Rd), Argentojarosit (Rd), Beaverit-(Cu) (Rd), Beaverit-(Zn), Dorallcharit, Huangit, Hydroniumjarosit (Rn), Jarosit (Rd), Minamiit, Natroalunit (Rd), Natrojarosit (Rd), Osarizawait (Rd), Plumbojarosit (Rd), Schlossmacherit (Rd), Walthierit
- 7.BC.15: Ye’elimit
- 7.BC.20: Nabokoitgruppe: Atlasovit, Nabokoit
- 7.BC.25: Chlorothionit
- 7.BC.30: Euchlorin, Fedotovit
- 7.BC.35: Kamchatkit
- 7.BC.40: Piypit
- 7.BC.45: Alumoklyuchevskit, Klyuchevskit
- 7.BC.50: Caledonit
- 7.BC.55: Wherryit
- 7.BC.60: Mammothit
- 7.BC.65: Linaritgruppe: Linarit, Munakatait, Schmiederit
- 7.BC.70: Chenit
- 7.BC.75: Krivovichevit
- 7.BC.80: Anhydrokainit (Q)

#### D. Mit ausschließlich großen Kationen
- 7.BD.05: Sulfohalit
- 7.BD.10: Schaireritgruppe: Galeit, Schairerit
- 7.BD.15: Kogarkoit
- 7.BD.20: Cesanitgruppe: Aiolosit (IMA 2008-015), Caracolit, Cesanit
- 7.BD.25: Burkeit
- 7.BD.30: Hanksit
- 7.BD.35: Cannonit
- 7.BD.40: Lanarkit
- 7.BD.45: Grandreefit
- 7.BD.50: Itoit
- 7.BD.55: Chiluit
- 7.BD.60: Hectorfloresit
- 7.BD.65: Pseudograndreefit
- 7.BD.70: Sundiusit

### C Sulfate (Selenate usw.) ohne zusätzliche Anionen, mit H2O

#### A. Mit kleinen Kationen
unbesetzt

#### B. Mit ausschließlich mittelgroßen Kationen
- 7.CB.05: Kieseritgruppe: Cobaltkieserit, Dwornikit, Gunningit, Kieserit, Poitevinit, Szmikit, Szomolnokit
- 7.CB.10: Bonattit
- 7.CB.15: Starkeyitgruppe: Aplowit, Boyleit, Ilesit, Drobecit (IMA 2002-034), Rozenit (Rd), Starkeyit (Rn)
- 7.CB.20: Pentahydritgruppe: Chalkanthit, Jôkokuit, Pentahydrit, Sanderit (Q), Siderotil (Rd)
- 7.CB.25: Hexahydritgruppe: Bianchit, Chvaleticeit, Ferrohexahydrit, Hexahydrit, Moorhouseit, Nickelhexahydrit
- 7.CB.30: Retgersit
- 7.CB.35: Melanteritgruppe: Alpersit, Bieberit, Boothit, Mallardit, Melanterit, Zinkmelanterit
- 7.CB.40: Epsomitgruppe: Epsomit, Goslarit, Morenosit
- 7.CB.45: Alunogengruppe: Alunogen, Meta-Alunogen (Q)
- 7.CB.50: Coquimbitgruppe: Coquimbit, Paracoquimbit
- 7.CB.55: Rhomboklas
- 7.CB.60: Kornelit
- 7.CB.65: Quenstedtitgruppe: Quenstedtit
- 7.CB.70: Lausenit
- 7.CB.75: Römeritgruppe: Lishizhenit, Römerit
- 7.CB.80: Ransomit
- 7.CB.85: Halotrichitgruppe: Apjohnit, Bílinit, Dietrichit, Halotrichit, Pickeringit, Redingtonit (Q), Wupatkiit
- 7.CB.90: Meridianiit
- 7.CB.95: Caichengyunit (N)

#### C. Mit mittelgroßen und großen Kationen
- 7.CC.05: Krausit
- 7.CC.10: Tamarugit
- 7.CC.15: Mendozitgruppe: Kalinit, Mendozit
- 7.CC.20: Alaungruppe: Alaun-(K) (ehemals Kaliumalaun), Alaun-(Na) (ehemals Natriumalaun), Lanmuchangit, Lonecreekit, Tschermigit
- 7.CC.25: Voltaitgruppe: Pertlikit, Voltait, Zincovoltait
- 7.CC.30: Kröhnkit
- 7.CC.35: Ferrinatrit
- 7.CC.40: Goldichit
- 7.CC.45: Löweit
- 7.CC.50: Blöditgruppe: Blödit, Changoit, Nickelblödit
- 7.CC.55: Leonitgruppe: Leonit, Mereiterit
- 7.CC.60: Pikromeritgruppe: Boussingaultit, Cyanochroit, Mohrit, Nickelboussingaultit, Pikromerit
- 7.CC.65: Polyhalit
- 7.CC.70: Leightonit
- 7.CC.75: Amarillit
- 7.CC.80: Konyait
- 7.CC.85: Wattevilleit (Q)

#### D. Mit ausschließlich großen Kationen
- 7.CD.: Omongwait (IMA 2003-54b)
- 7.CD.05: Matteuccit
- 7.CD.10: Mirabilit
- 7.CD.15: Lecontit
- 7.CD.20: Hydroglauberit
- 7.CD.25: Eugsterit
- 7.CD.30: Görgeyit
- 7.CD.35: Koktait, Syngenit
- 7.CD.40: Gips
- 7.CD.45: Bassanit
- 7.CD.50: Zirkosulfat
- 7.CD.55: Schieffelinit
- 7.CD.60: Montanit (Q)

### D Sulfate (Selenate usw.) mit zusätzlichen Anionen, mit H2O

#### A. Mit kleinen Kationen
unbesetzt

#### B. Mit ausschließlich mittelgroßen Kationen; isolierte Oktaeder und begrenzte Einheiten
- 7.DB.05: Aubertit-Wilcoxit-Gruppe: Aubertit, Magnesioaubertit, Svyazhinit
- 7.DB.10: Rostitgruppe: Khademit (Rd), Rostit (Rd)
- 7.DB.15: Jurbanit
- 7.DB.20: Minasragritgruppe: Anorthominasragrit, Minasragrit, Orthominasragrit
- 7.DB.25: Bobjonesit
- 7.DB.30: Amarantitgruppe: Amarantit, Hohmannit, Metahohmannit
- 7.DB.35: Copiapitgruppe: Aluminocopiapit, Calciocopiapit, Copiapit, Cuprocopiapit, Ferricopiapit, Magnesiocopiapit, Zincocopiapit

#### C. Mit ausschließlich mittelgroßen Kationen; Ketten von kantenverknüpften Oktaedern
- 7.DC.05: Butleritgruppe: Aluminit, Butlerit, Meta-Aluminit, Parabutlerit
- 7.DC.15: Fibroferrit
- 7.DC.20: Xitieshanit (Rd)
- 7.DC.25: Botryogengruppe: Botryogen, Zincobotryogen (N)
- 7.DC.30: Chaidamuit, Guildit

#### D. Mit ausschließlich mittelgroßen Kationen; Lagen von kantenverknüpften Oktaedern
- 7.DD.05: Felsőbányaitgruppe: Felsőbányait
- 7.DD.10: Langitgruppe: Langit, Montetrisait (IMA 2007-009), Posnjakit, Wroewolfeit
- 7.DD.15: Spangolith
- 7.DD.20: Ktenasit
- 7.DD.25: Christelit
- 7.DD.30: Devillingruppe: Campigliait, Devillin, Niedermayrit, Orthoserpierit, Serpierit
- 7.DD.35: Woodwarditgruppe: Carrboydit, CO3-SO4-Hydrotalcit-18.5Å (N), Glaukokerinit, Honessit, Hydrohonessit, Hydrowoodwardit, Motukoreait, Mountkeithit, Natroglaukokerinit, Nikischerit, Shigait, SO4-Hydrotalcit-8.8Å (N), SO4-Hydrotalcit-11Å (N), Wermlandit, Woodwardit, Zinkaluminit (Q), Zincowoodwardit
- 7.DD.40: Torreyitgruppe: Lawsonbauerit, Torreyit
- 7.DD.45: Mooreit
- 7.DD.50: Namuwit
- 7.DD.55: Bechererit
- 7.DD.60: Ramsbeckit
- 7.DD.65: Vonbezingit
- 7.DD.70: Redgillitgruppe: Redgillit
- 7.DD.75: Chalkoalumitgruppe: Chalkoalumit, Kyrgyzstanit, Nickelalumit (N)
- 7.DD.80: Guarinoit, Schulenbergit, Thérèsemagnanit (Rd)

#### E. Mit ausschließlich mittelgroßen Kationen; unklassifiziert
- 7.DE.: Brumadoit (IMA 2008-028)
- 7.DE.05: Mangazeit
- 7.DE.10: Cyanotrichitgruppe: Carbonatcyanotrichit, Cyanotrichit
- 7.DE.15: Schwertmannit
- 7.DE.20: Tlalocit
- 7.DE.25: Utahit
- 7.DE.35: Coquandit
- 7.DE.40: Osakait
- 7.DE.45: Wilcoxit
- 7.DE.50: Stanleyit
- 7.DE.55: Mcalpineit
- 7.DE.60: Hydrobasaluminit
- 7.DE.65: Zaherit
- 7.DE.70: Lautenthalit
- 7.DE.75: Camérolait

#### F. Mit großen und mittelgroßen Kationen
- 7.DF.05: Uklonskovit (Rd)
- 7.DF.10: Kainit
- 7.DF.15: Natrochalcit
- 7.DF.20: Sideronatritgruppe: Metasideronatrit, Sideronatrit
- 7.DF.25: Fleischeritgruppe: Despujolsit, Fleischerit, Mallestigit, Schaurteit
- 7.DF.30: Slavíkit
- 7.DF.35: Metavoltin
- 7.DF.40: Lannonitgruppe: Lannonit, Vlodavetsit
- 7.DF.45: Peretait
- 7.DF.50: Gordait
- 7.DF.55: Clairit
- 7.DF.60: Arzrunit (Q)
- 7.DF.65: Elyit
- 7.DF.70: Yecorait
- 7.DF.75: Riomarinait
- 7.DF.80: Dukeit
- 7.DF.85: Xocolatlit

#### G. Mit großen bis mittelgroßen Kationen; mit NO3, CO3, B(OH)4, SiO4oder IO3
- 7.DG.05: Darapskit (Rd)
- 7.DG.10: Ungemachitgruppe: Klinoungemachit (Q), Humberstonit, Ungemachit
- 7.DG.15: Ettringitgruppe: Bentorit, Birunit (Q), Buryatit, Carrarait, Charlesit, Ettringit, Jouravskit, Sturmanit, Thaumasit
- 7.DG.20: Rapidcreekit, Korkinoit (H)
- 7.DG.25: Tatarskitgruppe: Tatarskit
- 7.DG.30: Nakauriit
- 7.DG.35: Chessexit
- 7.DG.40: Fuenzalidaitgruppe: Carlosruizit, Fuenzalidait
- 7.DG.45: Chelyabinskit (H)

### E Uranylsulfate

#### A. Ohne Kationen
- 7.EA.05: Uranopilitgruppe: Metauranopilit (Rn), Uranopilit
- 7.EA.10: Jáchymovit

#### B. Mit mittelgroßen Kationen
- 7.EB.05: Johannit
- 7.EB.10: Deliensit

#### C. Mit mittelgroßen und großen Kationen
- 7.EC.05: Zippeitgruppe: Cobaltzippeit, Magnesiozippeit (Rn), Nickelzippeit (Rn), Natrozippeit (Rn), Zinkzippeit (Rn), Zippeit (Rd)
- 7.EC.10: Rabejacit
- 7.EC.15: Marécottit
- 7.EC.20: Pseudojohannit

### F Chromate

#### A. Ohne zusätzliche Anionen
- 7.FA.05: Tarapacáit
- 7.FA.10: Chromatit
- 7.FA.15: Hashemit
- 7.FA.20: Krokoit

#### B. Mit zusätzlichen O, V, S, Cl
- 7.FB.05: Phönikochroit
- 7.FB.10: Santanait
- 7.FB.15: Wattersit
- 7.FB.20: Deanesmithit
- 7.FB.25: Edoylerit

#### C. Mit PO4, AsO4, SiO4
- 7.FC.05: Vauquelinit
- 7.FC.10: Fornacitgruppe: Fornacit, Molybdofornacit
- 7.FC.15: Iranitgruppe: Hemihedrit, Iranit
- 7.FC.20: Embreyitgruppe: Cassedanneit, Embreyit

#### D. Dichromate
- 7.FD.05: Lópezit

### G Molybdate und Wolframate

#### A. Ohne zusätzliche Anionen oder H2O
- 7.GA.05: Scheelitgruppe: Fergusonit-(Ce), Fergusonit-(Nd), Fergusonit-(Y), Powellit, Scheelit, Stolzit, Wulfenit
- 7.GA.10: Formanit-(Y), Iwashiroit-(Y)
- 7.GA.15: Paraniit-(Y)

#### B. Mit zusätzlichen Anionen und/oder H2O
- 7.GB.: Tancait-(Ce) (IMA 2009-097)
- 7.GB.05: Lindgrenit
- 7.GB.10: Szenicsit
- 7.GB.15: Cuprotungstit
- 7.GB.20: Phyllotungstit
- 7.GB.25: Rankachit
- 7.GB.30: Ferrimolybdit
- 7.GB.35: Anthoinit-Mpororoit-Gruppe: Anthoinit, Mpororoit
- 7.GB.40: Obradovicit-KCu, Obradovicit-NaCu, Obradovicit-NaNa
- 7.GB.45: Mendozavilitgruppe: Mendozavilit, Paramendozavilit

### H Uran- und Uranylmolybdate und -wolframate

#### A. Mit U4+
- 7.HA.05: Sedovit
- 7.HA.10: Cousinit (Q)
- 7.HA.15: Moluranit

#### B. Mit U6+
- 7.HB.15: Calcurmolit
- 7.HB.20: Tengchongit
- 7.HB.25: Uranotungstit

### J Thiosulfate

#### A. Thiosulfate mit Pb
- 7.JA.: Steverustit (IMA 2008-021)
- 7.JA.05: Sidpietersit

## 8. Phosphate, Arsenate und Vanadate
- 8.: Burgessit

### A Phosphate usw. ohne zusätzliche Anionen; ohne H2O

#### A. Mit kleinen Kationen (einige zusätzlich mit größeren Kationen)
- 8.AA.05: Alarsit, Berlinit, Rodolicoit
- 8.AA.10: Beryllonit
- 8.AA.15: Hurlbutit
- 8.AA.20: Lithiophosphat
- 8.AA.25: Nalipoit
- 8.AA.30: Olympit

#### B. Mit mittelgroßen Kationen
- 8.AB.05: Farringtonitgruppe: Farringtonit
- 8.AB.10: Triphylingruppe: Ferrisicklerit, Heterosit, Lithiophilit, Natrophilit, Purpurit, Sicklerit, Simferit, Triphylin
- 8.AB.15: Sarkopsidgruppe: Chopinit, Sarkopsid
- 8.AB.20: Graftonitgruppe: Beusit, Graftonit
- 8.AB.25: Xanthiosit (Rd)
- 8.AB.30: Lammerit
- 8.AB.35: Stranskiitgruppe: Mcbirneyit, Stranskiit
- 8.AB.40: Lyonsit

#### C. Mit mittelgroßen und großen Kationen
- 8.AC.05: Howardevansit
- 8.AC.10: Hagendorfitgruppe: Alluaudit (Rd), Arseniopleit, Bradaczekit, Groatit (IMA 2008-054), Karyinit, Ferroalluaudit (Rn), Ferrohagendorfit (H), Hagendorfit, Johillerit, Maghagendorfit, Manitobait (IMA 2008-064), Nickenichit, O’Danielit, Varulith, Yazganit
- 8.AC.15: Wyllieitgruppe: Bobfergusonit, Ferrorosemaryit, Ferrowyllieit, Qingheiit, Rosemaryit, Wyllieit
- 8.AC.20: Marićit
- 8.AC.25: Berzeliitgruppe: Berzeliit, Manganberzeliit, Palenzonait, Schäferit
- 8.AC.30: Brianit
- 8.AC.35: Vitusit-(Ce)
- 8.AC.40: Olgitgruppe: Bario-Olgit, Olgit
- 8.AC.45: Whitlockitgruppe: Bobdownsit (IMA 2008-037, diskreditiert IMA 17-E), Ferromerrillit (IMA 2006-039), Merrillit (Rd), Strontiowhitlockit, Tuit, Whitlockit
- 8.AC.50: Fillowitgruppe: Chladniit, Fillowit, Galileiit, Johnsomervilleit, Stornesit-(Y), Xenophyllit (IMA 2006-006)
- 8.AC.55: Harrisonit
- 8.AC.60: Kosnarit
- 8.AC.65: Panethit
- 8.AC.70: Stanfieldit
- 8.AC.75: Ronneburgit
- 8.AC.80: Tillmannsit
- 8.AC.85: Filatovit

#### D. Mit ausschließlich großen Kationen
- 8.AD.05: Nahpoit
- 8.AD.10: Monetitgruppe: Monetit, Švenekit, Weilit
- 8.AD.15: Archerit, Biphosphammit
- 8.AD.20: Phosphammit
- 8.AD.25: Buchwaldit
- 8.AD.30: Schultenit
- 8.AD.35: Xenotimgruppe: Chernovit-(Y), Dreyerit, Pretulit, Wakefieldit-(Ce) (Rn), Wakefieldit-(La), Wakefieldit-(Nd), Wakefieldit-(Y) (Rn), Xenotim-(Y), Xenotim-(Yb)
- 8.AD.40: Pucherit
- 8.AD.45: Ximengit
- 8.AD.50: Monazitgruppe: Cheralith, Gasparit-(Ce), Monazit-(Ce), Monazit-(La), Monazit-(Nd), Monazit-(Sm), Rooseveltit
- 8.AD.55: Tetrarooseveltit
- 8.AD.60: Chursinit
- 8.AD.65: Klinobisvanit

### B Phosphate usw. mit zusätzlichen Anionen; ohne H2O

#### A. Mit kleinen und mittelgroßen Kationen
- 8.BA.05: Väyrynenit
- 8.BA.10: Herderitgruppe: Bergslagit, Herderit, Hydroxylherderit (Rn)
- 8.BA.15: Babefphit

#### B. Mit ausschließlich mittelgroßen Kationen; (OH usw.): RO4≤ 1: 1
- 8.BB.05: Amblygonitgruppe: Amblygonit, Montebrasit, Tavorit
- 8.BB.10: Triplitgruppe: Hydroxylwagnerit (IMA 2004-009), Triplit, Zwieselit
- 8.BB.15: Triploiditgruppe: Joosteit, Sarkinit, Staněkit, Triploidit, Wagnerit (Rd), Wolfeit
- 8.BB.20: Satterlyitgruppe: Holtedahlit, Satterlyit
- 8.BB.25: Althausit
- 8.BB.30: Libethenitgruppe: Adamin, Auriacusit (IMA 2009-037), Eveit, Libethenit, Olivenit, Zincolibethenit, Zinkolivenit
- 8.BB.35: Tarbuttitgruppe: Paradamin, Tarbuttit
- 8.BB.40: Lazulithgruppe: Barbosalith, Hentschelit, Lazulith, Scorzalith, Wilhelmkleinit
- 8.BB.45: Trolleit
- 8.BB.50: Namibit
- 8.BB.55: Phosphoellenbergerit
- 8.BB.60: Urusovit
- 8.BB.65: Theoparacelsit
- 8.BB.70: Turanit
- 8.BB.75: Stoiberit
- 8.BB.80: Fingerit
- 8.BB.85: Averievit
- 8.BB.90: Lipscombitgruppe: Lipscombit, Richellit (Q), Zinklipscombit

#### C. Mit ausschließlich mittelgroßen Kationen; (OH usw.): RO4> 1: 1 und < 2: 1
- 8.BC.05: Angelellit
- 8.BC.10: Rockbridgeitgruppe: Frondelit, Plimerit (IMA 2008-013), Rockbridgeit
- 8.BC.15: Aerugit (Rd)

#### D. Mit ausschließlich mittelgroßen Kationen; (OH usw.): RO4= 2: 1
- 8.BD.05: Pseudomalachitgruppe: Cornwallit, Pseudomalachit, Reichenbachit
- 8.BD.10: Arsenoklasitgruppe: Arsenoklasit, Gatehouseit
- 8.BD.15: Parwelit
- 8.BD.20: Reppiait
- 8.BD.25: Ludjibait
- 8.BD.30: Cornubit

#### E. Mit ausschließlich mittelgroßen Kationen; (OH usw.): RO4> 2: 1
- 8.BE.05: Augelith
- 8.BE.10: Grattarolait
- 8.BE.15: Cornetit
- 8.BE.20: Klinoklas
- 8.BE.25: Gilmaritgruppe: Arhbarit (Rd), Gilmarit
- 8.BE.30: Flinkit-Allaktit-Gruppe: Allaktit, Flinkit, Raadeit
- 8.BE.35: Chlorophoenicitgruppe: Chlorophoenicit, Magnesiochlorophoenicit (Rn)
- 8.BE.40: Gerdtremmelit
- 8.BE.45: Hämatolith-Dixenit-Gruppe: Arakiit, Dixenit, Hämatolith, Kraisslit, Mcgovernit, Turtmannit
- 8.BE.50: Synadelphit
- 8.BE.55: Holdenit
- 8.BE.60: Kolicit
- 8.BE.65: Sabelliit
- 8.BE.70: Jarosewichit
- 8.BE.75: Theisit
- 8.BE.80: Coparsit
- 8.BE.85: Waterhouseit

#### F. Mit mittelgroßen und großen Kationen; (OH usw.): RO4< 0,5: 1
- 8.BF.05: Arrojaditgruppe-Dickinsonitgruppe: Arrojadit-(BaNa) (H, IMA2014-071), Arrojadit-(KFe) (Rn), Arrojadit-(KNa), Arrojadit-(NaFe) (H), Arrojadit-(PbFe), Arrojadit-(SrFe), Arrojadit-(SrNa) (H), Ferriarrojadit-(BaNa) (H), Fluorarrojadit-(BaFe), Fluorarrojadit-(BaNa) (Rn), Fluorarrojadit-(KNa) (H), Fluorarrojadit-(NaFe) (H), Sigismundit (Rn, ehemals Arrojadit-(BaFe)); Dickinsonit-(BaMn) (H), Dickinsonit-(KMn) (H), Dickinsonit-(KMnNa), Dickinsonit-(KNa) (H), Dickinsonit-(KNaNa) (H), Dickinsonit-(NaNa) (H)
- 8.BF.10: Samuelsonit
- 8.BF.15: Griphit
- 8.BF.20: Nabiasit

#### G. Mit mittelgroßen und großen Kationen; (OH usw.): RO4= 0,5: 1
- 8.BG.05: Brackebuschitgruppe: Arsenbrackebuschit, Arsentsumebit, Bearthit, Brackebuschit, Bushmakinit, Calderónit, Feinglosit, Gamagarit, Goedkenit, Tokyoit, Tsumebit
- 8.BG.10: Mélonjosephit
- 8.BG.15: Tancoit

#### H. Mit mittelgroßen und meist großen Kationen; (OH usw.): RO4= 1: 1
- 8.BH.05: Thadeuit
- 8.BH.10: Tilasitgruppe: Durangit, Isokit, Lacroixit, Maxwellit, Panasqueirait, Tilasit
- 8.BH.15: Drugmanit
- 8.BH.20: Bjarebyitgruppe: Bjarebyit, Cirrolit (Q), Johntomait, Kulanit, Penikisit, Perloffit
- 8.BH.25: Palermoitgruppe: Bertossait, Palermoit
- 8.BH.30: Karminitgruppe: Karminit, Sewardit
- 8.BH.35: Adelitgruppe: Adelit, Arsendescloizit, Austinit, Cobaltaustinit, Duftit, Gabrielsonit, Gottlobit, Konichalcit, Nickelaustinit, Tangeit (Rn)
- 8.BH.40: Descloizitgruppe: Čechit, Descloizit, Mottramit, Pyrobelonit
- 8.BH.45: Bayldonitgruppe: Bayldonit, Vésigniéit
- 8.BH.50: Paganoit
- 8.BH.55: Jagowerit
- 8.BH.60: Attakolith (Rd)
- 8.BH.65: Leningradit

#### J. Mit mittelgroßen und großen Kationen; (OH usw.): RO4= 1,5: 1
- 8.BJ.05: unbesetzt

#### K. Mit mittelgroßen und großen Kationen; (OH usw.): RO4= 2: 1, 2,5: 1
- 8.BK.05: Brasilianit
- 8.BK.10: Medenbachitgruppe: Cobaltneustädtelit, Medenbachit, Neustädtelit
- 8.BK.15: Curetonit
- 8.BK.20: Heyit
- 8.BK.25: Jamesitgruppe: Jamesit, Lulzacit

#### L. Mit mittelgroßen und großen Kationen; (OH usw.): RO4= 3: 1
- 8.BL.05: Beudantitgruppe: Beudantit (Rd), Corkit (Rd), Gallobeudantit, Hidalgoit (Rd), Hinsdalit (Rd), Kemmlitzit (Rd), Orpheit (Q), Svanbergit (Rd), Weilerit (Rd), Woodhouseit (Rd)
- 8.BL.10: Crandallitgruppe: Arsenocrandallit, Arsenogorceixit, Arsenogoyazit, Benauit, Crandallit (Rd), Dussertit (Rd), Gorceixit, Goyazit (Rd), Kintoreit, Philipsbornit, Plumbogummit (Rd), Segnitit, Springcreekit
- 8.BL.13: Arsenoflorencit-(Ce), Arsenoflorencit-(La), Eylettersit, Florencit-(Ce), Florencit-(La), Florencit-(Nd), Graulichit-(Ce), Waylandit, Zaïrit
- 8.BL.15: Viitaniemiit
- 8.BL.20: Dugganitgruppe: Cheremnykhit, Dugganit, Joëlbruggerit (IMA 2008-034), Kuksit
- 8.BL.25: Pattersonit

#### M. Mit mittelgroßen und großen Kationen; (OH usw.): RO4= 4: 1
- 8.BM.05: Retziangruppe: Retzian-(Ce) (Rd), Retzian-(La), Retzian-(Nd) (N)
- 8.BM.10: Paulkellerit
- 8.BM.15: Brendelit

#### N. Mit ausschließlich großen Kationen; (OH usw.): RO4= 0,33: 1
- 8.BN.05: Apatit-Gruppe: Alforsit, Belovit-(Ce), Belovit-(La), Carbonat-Fluorapatit (Carbonat-Apatit-(CaF)), Carbonat-Hydroxylapatit (Carbonat-Apatit-(CaOH)), Chlorapatit (Apatit-(CaCl)), Fluorphosphohedyphan (IMA 2008-068), Fluorstrophit (Apatit-(SrOH), Strontiumapatit), Hydroxylapatit (Apatit-(CaOH)), Hydroxylapatit-M (Apatit-(CaOH)-M, Klinohydroxylapatit), Deloneit-(Ce), Fermorit, Fluorapatit (Apatit-(CaF)), Fluorcaphit, Hedyphan, Hydroxylpyromorphit (IMA 2017-075), Johnbaumit, Kuannersuit-(Ce), Mimetesit, Mimetesit-M (Klinomimetesit, diskreditiert 2010), Morelandit, Phosphohedyphan, Pyromorphit, Svabit, Stronadelphit (IMA 2008-009), Turneaureit, Vanadinit
- 8.BN.10: Arctit

#### O. Mit ausschließlich großen Kationen; (OH usw.): RO4≥ 1:1
- 8.BO.05: Nacaphit
- 8.BO.10: Preisingeritgruppe: Petitjeanit, Preisingerit, Schumacherit
- 8.BO.15: Atelestitgruppe: Atelestit, Hechtsbergit, Smrkovecit
- 8.BO.20: Sahlinitgruppe: Kombatit, Sahlinit
- 8.BO.25: Heneuit
- 8.BO.30: Nefedovit
- 8.BO.35: Kuznetsovit
- 8.BO.40: Artsmithit
- 8.BO.45: Schlegelit

### C Phosphate usw. ohne zusätzliche Anionen; mit H2O

#### A. Mit kleinen und großen/mittelgroßen Kationen
- 8.CA.05: Fransoletitgruppe: Fransoletit, Parafransoletit
- 8.CA.10: Ehrleit
- 8.CA.15: Faheyit
- 8.CA.20: Gainesitgruppe: Gainesit, Mccrillisit, Selwynit
- 8.CA.25: Pahasapait
- 8.CA.30: Hopeit
- 8.CA.35: Warikahnit
- 8.CA.40: Phosphophyllit
- 8.CA.45: Scholzitgruppe: Parascholzit, Scholzit
- 8.CA.50: Keyit
- 8.CA.55: Pushcharovskit
- 8.CA.60: Prosperit
- 8.CA.65: Gengenbachit
- 8.CA.70: Parahopeit

#### B. Mit ausschließlich mittelgroßen Kationen; RO4: H2O = 1: 1
- 8.CB.: Slavkovit (IMA 2004-038)
- 8.CB.05: Serrabrancait
- 8.CB.10: Hureaulithgruppe: Hureaulith, Miguelromeroit (IMA 2008-066), Nyholmit (IMA 2008-047), Sainfeldit, Villyaellenit
- 8.CB.15: Krautitgruppe: Fluckit, Krautit
- 8.CB.20: Koritnigitgruppe: Cobaltkoritnigit, Koritnigit
- 8.CB.25: Yvonit
- 8.CB.30: Geminit
- 8.CB.35: Schubnelit
- 8.CB.40: Radovanit
- 8.CB.45: Kazakhstanit
- 8.CB.50: Kolovratit (Q)
- 8.CB.55: Irhtemit

#### C. Mit ausschließlich mittelgroßen Kationen; RO4: H2O = 1: 1,5
- 8.CC.: Kamarizait (IMA 2008-017)
- 8.CC.05: Phosphoferritgruppe: Garyansellit, Kryzhanovskit, Landesit (Rd), Phosphoferrit (Rd), Reddingit (Rd)
- 8.CC.10: Kaatialait
- 8.CC.15: Leogangit

#### D. Mit ausschließlich mittelgroßen Kationen; RO4: H2O = 1: 2
- 8.CD.05: Metavariscitgruppe: Kolbeckit, Metavariscit, Phosphosiderit (Rn)
- 8.CD.10: Variscitgruppe: Mansfieldit, Redondit (Q), Skorodit, Strengit, Variscit, Yanomamit
- 8.CD.15: Paraskorodit
- 8.CD.20: Ludlamit
- 8.CD.25: Sterlinghillit
- 8.CD.30: Rollandit

#### E. Mit ausschließlich mittelgroßen Kationen; RO4: H2O ≤ 1: 2,5
- 8.CE.: Liversidgeit (IMA 2008-048)
- 8.CE.05: Chudobaitgruppe: Chudobait, Geigerit
- 8.CE.10: Newberyit
- 8.CE.15: Brassit
- 8.CE.20: Rössleritgruppe: Phosphorrösslerit, Rösslerit
- 8.CE.25: Switzeritgruppe: Metaswitzerit (Rd), Switzerit (Rd)
- 8.CE.30: Lindackerit (Rd), Ondrušit (IMA 2008-010), Pradetit (Rd), Veselovskýit
- 8.CE.35: Bobierrit
- 8.CE.40: Vivianitgruppe: Annabergit, Arupit, Barićit, Erythrin, Ferrisymplesit, Hörnesit, Köttigit, Manganohörnesit, Pakhomovskyit, Parasymplesit (Q), Vivianit
- 8.CE.45: Symplesit
- 8.CE.50: Cattiit
- 8.CE.55: Koninckit
- 8.CE.60: Kaňkit
- 8.CE.65: Steigerit
- 8.CE.70: Schoderitgruppe: Schoderit, Metaschoderit
- 8.CE.75: Malhmoodit (ehemals Mahlmoodit), Zigrasit (IMA 2008-046)
- 8.CE.80: Santabarbarait
- 8.CE.85: Metaköttigit, Metavivianit

#### F. Mit großen und mittelgroßen Kationen; RO4: H2O > 1: 1
- 8.CF.05: Wicksitgruppe: Bederit, Grischunit, Tassieit, Wicksit
- 8.CF.10: Haigerachit

#### G. Mit großen und mittelgroßen Kationen; RO4: H2O = 1: 1
- 8.CG.05: Fairfielditgruppe: Anorthoroselith (Rn, ehemals Roselith-β[1]), Cassidyit, Collinsit, Fairfieldit, Gaitit, Hillit, Messelit, Nickeltalmessit (IMA 2008-051), Parabrandtit, Talmessit
- 8.CG.10: Roselithgruppe: Brandtit, Roselith, Wendwilsonit, Zinkroselith
- 8.CG.15: Tsumcoritgruppe: Cabalzarit, Cobaltlotharmeyerit, Cobalttsumcorit, Ferrilotharmeyerit, Krettnichit, Lotharmeyerit (Rd), Manganlotharmeyerit, Mawbyit, Mounanait, Nickellotharmeyerit, Nickelschneebergit, Schneebergit, Thometzekit, Tsumcorit
- 8.CG.20: Helmutwinkleritgruppe: Gartrellit (Rd), Helmutwinklerit, Lukrahnit, Phosphogartrellit, Rappoldit, Zinkgartrellit
- 8.CG.25: Pottsit

#### H. Mit großen und mittelgroßen Kationen; RO4: H2O < 1: 1
- 8.CH.05: Walentait
- 8.CH.10: Anapait
- 8.CH.15: Pikropharmakolith
- 8.CH.20: Dittmaritgruppe: Dittmarit, Niahit
- 8.CH.25: Francoanellitgruppe: Francoanellit, Taranakit
- 8.CH.30: Schertelit
- 8.CH.35: Hannayit
- 8.CH.40: Struvitgruppe: Hazenit (IMA 2007-061), Struvit, Struvit-(K)
- 8.CH.45: Rimkorolgit
- 8.CH.50: Bakhchisaraitsevit
- 8.CH.55: Fahleitgruppe: Fahleit, Smolyaninovit
- 8.CH.60: Barahonaitgruppe: Barahonait-(Al), Barahonait-(Fe)

#### J. Ausschließlich mit großen Kationen
- 8.CJ.05: Stercorit
- 8.CJ.10: Mundrabillait, Swaknoit
- 8.CJ.15: Nabaphit, Nastrophit
- 8.CJ.20: Haidingerit
- 8.CJ.25: Vladimirit (Rd)
- 8.CJ.30: Ferrarisit
- 8.CJ.35: Machatschkiit
- 8.CJ.40: Phaunouxit, Rauenthalit
- 8.CJ.45: Rhabdophangruppe: Brockit, Grayit, Rhabdophan-(Ce), Rhabdophan-(La) (Rn), Rhabdophan-(Nd), Smirnovskit (Q), Tristramit
- 8.CJ.50: Churchitgruppe: Ardealit, Brushit, Churchit-(Nd) (diskreditiert 2015), Churchit-(Y), Pharmakolith
- 8.CJ.55: Mcnearit
- 8.CJ.60: Dorfmanit
- 8.CJ.65: Sincositgruppe: Bariosincosit, Sincosit
- 8.CJ.70: Catalanoit
- 8.CJ.75: Guérinit
- 8.CJ.80: Ningyoit

### D Phosphate usw. mit zusätzlichen Anionen; mit H2O

#### A. Mit kleinen (und gelegentlich größeren) Kationen
- 8.DA.05: Moraesitgruppe: Bearsit, Moraesit
- 8.DA.10: Roscheritgruppe: Atencioit, Footemineit, Greifensteinit, Guimarãesit, Roscherit, Ruifrancoit, Zanazziit
- 8.DA.15: Uralolith
- 8.DA.20: Weinebeneit
- 8.DA.25: Tiptopit
- 8.DA.30: Veszelyit
- 8.DA.35: Kipushitgruppe: Kipushit, Philipsburgit
- 8.DA.40: Spencerit
- 8.DA.45: Glucin

#### B. Mit ausschließlich mittelgroßen Kationen; (OH usw.): RO4< 1: 1
- 8.DB.05: Diadochitgruppe: Destinezit (Rd), Diadochit, Pitticit (Q)
- 8.DB.10: Vashegyit
- 8.DB.15: Schoonerit
- 8.DB.20: Sinkankasit
- 8.DB.25: Mitryaevait
- 8.DB.30: Sanjuanit
- 8.DB.35: Sarmientit
- 8.DB.40: Bukovskýit
- 8.DB.45: Zýkait
- 8.DB.50: Giniit
- 8.DB.55: Sasait
- 8.DB.60: Mcauslanit
- 8.DB.65: Goldquarryit
- 8.DB.70: Birchit
- 8.DB.75: Braithwaiteit

#### C. Mit ausschließlich mittelgroßen Kationen; (OH usw.): RO4= 1: 1 und < 2: 1
- 8.DC.: Lapeyreit (IMA 2003-023b)
- 8.DC.05: Nissonit
- 8.DC.07: Euchroit
- 8.DC.10: Legrandit
- 8.DC.12: Strashimirit
- 8.DC.15: Whitmoreitgruppe: Arthurit, Bendadait (IMA 1998-053a), Cobaltarthurit, Earlshannonit, Kunatit, Ojuelait, Whitmoreit
- 8.DC.17: Kleemanit
- 8.DC.20: Bermanit
- 8.DC.22: Kovdorskit
- 8.DC.25: Strunzitgruppe: Ferristrunzit, Ferrostrunzit, Metavauxit, Strunzit
- 8.DC.27: Beraunit
- 8.DC.30: Laueitgruppe: Ferrolaueit, Gordonit, Maghrebit (IMA 2005-044), Kastningit, Laueit, Mangangordonit, Paravauxit, Pseudolaueit, Sigloit, Stewartit, Ushkovit
- 8.DC.32: Tinticit
- 8.DC.35: Vauxit
- 8.DC.37: Vantasselit
- 8.DC.40: Kakoxen
- 8.DC.45: Souzalithgruppe: Gormanit, Souzalith
- 8.DC.47: Kingit
- 8.DC.50: Wavellitgruppe: Allanpringit, Wavellit
- 8.DC.52: Kribergit
- 8.DC.55: Mapimit
- 8.DC.57: Ogdensburgit
- 8.DC.60: Cloncurryit, Nevadait

#### D. Mit ausschließlich mittelgroßen Kationen; (OH usw.): RO4= 2: 1
- 8.DD.05: Luetheitgruppe: Chenevixit, Luetheit
- 8.DD.10: Akrochorditgruppe: Akrochordit, Guanacoit
- 8.DD.15: Türkisgruppe: Aheylit, Chalkosiderit, Faustit, Planerit (Rd), Türkis
- 8.DD.20: Childrenitgruppe: Childrenit, Eosphorit, Ernstit
- 8.DD.25: Laubmannit (of Moore, N)

#### E. Mit ausschließlich mittelgroßen Kationen; (OH usw.): RO4= 3: 1
- 8.DE.05: Senegalit
- 8.DE.10: Fluellit
- 8.DE.15: Bulachit
- 8.DE.20: Zapatalith
- 8.DE.25: Coeruleit
- 8.DE.35: Aldermanit
- 8.DE.40: Juanitait

#### F. Mit ausschließlich mittelgroßen Kationen; (OH usw.): RO4> 3: 1
- 8.DF.05: Hotsonit
- 8.DF.10: Liskearditgruppe: Bolivarit (Q), Evansit, Liskeardit (Q), Rosièresit (Q)
- 8.DF.15: Rusakovit
- 8.DF.20: Lirokonit
- 8.DF.25: Sieleckiit
- 8.DF.30: Chalkophyllit
- 8.DF.35: Parnauit
- 8.DF.40: Gladiusit

#### G. Mit großen und mittelgroßen Kationen; (OH usw.): RO4< 0,5: 1
- 8.DG.05: Lavendulangruppe: Lavendulan, Lemanskiit, Sampleit, Shubnikovit (Q), Zdeněkit

#### H. Mit großen und mittelgroßen Kationen; (OH usw.): RO4< 1: 1
- 8.DH.05: Minyulit
- 8.DH.10: Leukophosphitgruppe: Leukophosphit, Spheniscidit, Tinsleyit
- 8.DH.15: Whiteit-Jahnsit-Gruppe: Jahnsit-(CaFeFe), Jahnsit-(CaFeMg) (IMA 2013-111), Jahnsit-(CaMnFe) (Rd 1978), Jahnsit-(CaMnMg) (Rn, IMA 1973-022), Jahnsit-(CaMnMn) (IMA 1987-020a), Jahnsit-(MnMnMg) (IMA 2017-118), Jahnsit-(MnMnMn), Jahnsit-(MnMnZn) (IMA 2017-113), Jahnsit-(NaFeMg) (IMA 2007-016), Jahnsit-(NaMnMg) (IMA 2018-017), Kaluginit (N), Keckit, Rittmannit, Whiteit-(CaFeMg), Whiteit-(CaMgMg), Whiteit-(CaMnFe), Whiteit-(CaMnMg), Whiteit-(CaMnMn), Whiteit-(MnFeMg), Whiteit-(MnMnMg)
- 8.DH.20: Overitgruppe: Juonniit, Lun’okit, Manganosegelerit, Overit, Segelerit, Wilhelmvierlingit
- 8.DH.25: Montgomeryitgruppe: Calcioferrit, Kingsmountit, Montgomeryit, Zodacit
- 8.DH.30: Mitridatitgruppe: Arseniosiderit, Kolfanit, Mitridatit, Pararobertsit, Robertsit, Sailaufit
- 8.DH.35: Mantienneitgruppe: Benyacarit, Mantienneit, Paulkerrit
- 8.DH.40: Xanthoxenit (Rd)
- 8.DH.45: Mahnertit
- 8.DH.50: Andyrobertsitgruppe: Andyrobertsit, Calcioandyrobertsit
- 8.DH.55: Englishit
- 8.DH.60: Bouazzerit

#### J. Mit großen und mittelgroßen Kationen; (OH usw.): RO4= 1: 1
- 8.DJ.05: Johnwalkit, Olmsteadit
- 8.DJ.10: Gatumbait
- 8.DJ.15: Camgasit
- 8.DJ.20: Meurigit-K, Meurigit-Na (IMA 2007-024), Phosphofibrit
- 8.DJ.25: Jungit
- 8.DJ.30: Wycheproofit
- 8.DJ.35: Ercitit
- 8.DJ.40: Mrázekit
- 8.DJ.45: Attikait

#### K. Mit großen und mittelgroßen Kationen; (OH usw.): RO4> 1: 1 und < 2: 1
- 8.DK.: Angastonit (IMA 2008-008)
- 8.DK.10: Pharmakosideritgruppe: Bariopharmakosiderit (Rd), Natropharmakosiderit, Pharmakoalumit (ehemals Alumopharmakosiderit), Pharmakosiderit
- 8.DK.15: Dufrénitgruppe: Burangait, Dufrénit, Gayit (IMA 2008-056), Matioliit, Natrodufrénit
- 8.DK.20: Kidwellit
- 8.DK.25: Richelsdorfitgruppe: Bleasdaleit, Richelsdorfit
- 8.DK.30: Matulait
- 8.DK.35: Krasnovit

#### L. Mit großen und mittelgroßen Kationen; (OH usw.): RO4= 2: 1
- 8.DL.05: Foggit
- 8.DL.10: Warditgruppe: Cyrilovit, Millisit, Wardit
- 8.DL.15: Mixitgruppe: Agardit-(Ce), Agardit-(La), Agardit-(Nd), Agardit-(Y), Calciopetersit, Goudeyit, Mixit, Petersit-(Y), Plumboagardit, Zálesíit (ehemals Agardit-(Ca))
- 8.DL.20: Wallkilldellitgruppe: Wallkilldellit-(Fe), Wallkilldellit

#### M. Mit großen und mittelgroßen Kationen; (OH usw.): RO4> 2: 1
- 8.DM.05: Morinitgruppe: Esperanzait, Morinit
- 8.DM.10: Tirolit-Klinotirolit-Gruppe: Tangdanit (ehemals Klinotirolit), Tirolit
- 8.DM.15: Melkovit-Betpakdalit-Gruppe: Betpakdalit-CaCa, Betpakdalit-CaMg, Betpakdalit-NaCa (ehemals Natrobetpakdalit), Betpakdalit-NaNa, Melkovit
- 8.DM.20: Phosphovanadylitgruppe: Phosphovanadylit-Ba, Phosphovanadylit-Ca
- 8.DM.25: Yukonit
- 8.DM.30: Uduminelit (Q)
- 8.DM.35: Delvauxit (Q)
- 8.DM.40: Santafeit

#### N. Mit ausschließlich großen Kationen
- 8.DN.: Nielsbohrit (IMA 2002-045b)
- 8.DN.05: Natrophosphat
- 8.DN.10: Isoklas (Q)
- 8.DN.15: Lermontovitgruppe: Lermontovit, Urphoit (N)
- 8.DN.20: Vyacheslavit

#### O. Mit CO3, SO4, SiO4
- 8.DO.05: Girvasit
- 8.DO.10: Voggit
- 8.DO.15: Peisleyit
- 8.DO.20: Perhamit
- 8.DO.25: Saryarkit-(Y)
- 8.DO.30: Micheelsenit
- 8.DO.40: Parwanit
- 8.DO.45: Skorpionit

### E Uranylphosphate und Arsenate

#### A. UO2: RO4= 1: 2
- 8.EA.05: Walpurgingruppe: Orthowalpurgin, Phosphowalpurgin, Walpurgin
- 8.EA.10: Parsonsitgruppe: Hallimondit, Parsonsit
- 8.EA.15: Ulrichit
- 8.EA.20: Lakebogait

#### B. UO2: RO4= 1: 1
- 8.EB.05: Autunitgruppe: Autunit, Heinrichit, Kahlerit, Kirchheimerit (H), Metarauchit (IMA 2008-050), Hydronováčekit (Rn, ehemals Nováčekit-I[1]), Nováčekit (Rn, ehemals Nováčekit-II[1]), Saléeit, Torbernit, Uranocircit-I (N), Uranocircit (Rn, ehemals Uranocircit-II[1]), Uranospinit, Xiangjiangit, Zeunerit
- 8.EB.10: Meta-Autunit-Gruppe: Bassetit, Lehnerit, Meta-Autunit, Metaheinrichit, Metakahlerit, Metakirchheimerit, Metalodèvit, Metanatroautunit (Rn), Metanováčekit, Metasaléeit, Metatorbernit, Metauramphit (Q), Metauranocircit (Rn, ehemals Metauranocircit-I[1]), Metauranocircit-II (N), Metauranospinit, Metazeunerit, Przhevalskit (Q)
- 8.EB.15: Abernathyit, Chernikovit, Meta-Ankoleit, Natrouranospinit (Rn), Trögerit, Uramarsit (IMA 2005-043), Uramphit
- 8.EB.20: Threadgolditgruppe: Chistyakovait, Threadgoldit
- 8.EB.25: Uranospathitgruppe: Arsenuranospathit, Uranospathit
- 8.EB.30: Vochtenit
- 8.EB.35: Coconinoit
- 8.EB.40: Ranunculit
- 8.EB.45: Triangulit
- 8.EB.50: Furongit
- 8.EB.55: Sabugalit

#### C. UO2: RO4= 3: 2
- 8.EC.05: Upalit-Phuralumit-Gruppe: Françoisit-(Ce), Françoisit-(Nd), Phuralumit, Upalit
- 8.EC.10: Phosphuranylit-Phurcalit-Gruppe: Arsenuranylit, Dewindtit, Phosphuranylit, Renardit (Q), Yingjiangit
- 8.EC.15: Dumontitgruppe: Dumontit, Hügelit
- 8.EC.20: Arsenovanmeersscheit: Arsenovanmeersscheit, Metavanmeersscheit, Vanmeersscheit
- 8.EC.25: Althupit
- 8.EC.30: Mundit
- 8.EC.35: Phurcalit
- 8.EC.40: Bergenit

#### D. Unklassifiziert
- 8.ED.05: Moreauit
- 8.ED.10: Asselbornit, Šreinit
- 8.ED.15: Kamitugait

### F Polyphosphate, Polyarsenate, [4]-Polyvanadate

#### A. Diphosphate usw. ohne OH und H2O; dimer eckenverknüpfte RO4-Tetraeder
- 8.FA.05: Blossit
- 8.FA.10: Ziesit
- 8.FA.15: Chervetit
- 8.FA.20: Pyrophosphitgruppe: Pyrocoproit (N), Pyrophosphit (N)
- 8.FA.25: Petewilliamsit

#### B. Diphosphate usw. nur mit OH
unbesetzt

#### C. Diphosphate usw. mit ausschließlich H2O
- 8.FC.05: Fianelit
- 8.FC.10: Canaphit
- 8.FC.15: Pintadoit (Q)
- 8.FC.20: Arnhemit (N)
- 8.FC.25: Wooldridgeit
- 8.FC.30: Kanonerovit

#### D. Diphosphate usw. mit OH und H2O
- 8.FD.05: Volborthitgruppe: Martyit (IMA 2007-026), Volborthit

#### E. Ketten- und Band-[4]-Vanadate (Ino-[4]-Vanadate)
- 8.FE.05: Alvanit, Ankinovichit

## 9. Silikate und Germanate
- 9.: Bussyit-(Ce), Kryptophyllit (IMA 2008-061), Rogermitchellit (IMA 2003-019), Shlykovit (IMA 2008-062)

### A Inselsilikate (Nesosilikate)

#### A. Inselsilikate ohne zusätzliche Anionen; Kationen in tetraedrischer [4]er-Koordination
- 9.AA.05: Phenakitgruppe: Eukryptit, Phenakit, Willemit, Xingsaoit (N)
- 9.AA.10: Liberit

#### B. Inselsilikate ohne zusätzliche Anionen; Kationen in tetraedrischer [4]er- und größerer Koordination
- 9.AB.05: Trimerit
- 9.AB.10: Larsenit
- 9.AB.15: Esperit
- 9.AB.20: Rondorfit

#### C. Inselsilikate ohne zusätzliche Anionen; Kationen in oktaedrischer [6]er-Koordination
- 9.AC.05: Olivingruppe: Fayalit, Forsterit, Glaukochroit, Kirschsteinit, Laihunit, Liebenbergit, Tephroit
- 9.AC.10: Monticellit
- 9.AC.15: Ringwooditgruppe: Brunogeierit (Rd, 2011 zur Ringwooditgruppe verschoben), Ringwoodit
- 9.AC.20: Chesnokovit

#### D. Inselsilikate ohne zusätzliche Anionen; Kationen in oktaedrischer [6]er- und gewöhnlich größerer Koordination
- 9.AD.05: Larnit
- 9.AD.10: Calcio-Olivin (Rd)
- 9.AD.15: Merwinit
- 9.AD.20: Bredigit
- 9.AD.25: Granatgruppe: Almandin, Andradit, Blythit (H), Calderit, Goldmanit, Grossular, Henritermierit, Hibschit (Rn), Holtstamit, Hydroandradit (N), Katoit, Kimzeyit, Knorringit, Majorit, Momoiit (IMA 2009-026), Morimotoit, Pyrop, Schorlomit, Skiagit (H), Spessartin, Uwarowit, Wadalit
- 9.AD.30: Zirkongruppe: Coffinit, Hafnon, Stetindit (IMA 2008-035), Thorit, Thorogummit (Q), Zirkon
- 9.AD.35: Huttonitgruppe: Huttonit, Tombarthit-(Y) (diskreditiert 2016, IMA 16-K)
- 9.AD.40: Eulytin
- 9.AD.45: Reidit

#### E. Inselsilikate mit zusätzlich (O,OH,F,H2O); Kationen in tetraedrisch [4]er- und meist größerer Koordination
- 9.AE.05: Beryllit
- 9.AE.10: Euklas
- 9.AE.15: Sverigeit
- 9.AE.20: Hodgkinsonit
- 9.AE.25: Gerstmannit
- 9.AE.30: Klinoedrit
- 9.AE.35: Stringhamit
- 9.AE.40: Katoptrit
- 9.AE.45: Yeatmanit
- 9.AE.50: Sphaerobertrandit (Rd)

#### F. Inselsilikate mit zusätzlichen Anionen; Kationen in [4]er-, [5]er- und/oder nur [6]er-Koordination
- 9.AF.05: Sillimanit
- 9.AF.10: Andalusitgruppe: Andalusit, Kanonait
- 9.AF.15: Kyanit
- 9.AF.20: Mullit
- 9.AF.23: Boromullit
- 9.AF.25: Yoderit
- 9.AF.30: Staurolithgruppe: Magnesiostaurolith, Staurolith, Zinkstaurolith
- 9.AF.35: Topasgruppe: Krieselit, Topas
- 9.AF.40: Norbergit
- 9.AF.45: Chondroditgruppe: Alleghanyit, Chondrodit, Kumtyubeit (IMA 2008-045), Reinhardbraunsit
- 9.AF.50: Humitgruppe: Chegemit (IMA 2008-038), Humit, Manganhumit
- 9.AF.55: Klinohumit, Hydroxylklinohumit, Sonolith
- 9.AF.60: Leukophönicit
- 9.AF.65: Ribbeit
- 9.AF.70: Jerrygibbsit
- 9.AF.75: Welinitgruppe: Barwoodit (IMA 2017-046), Franciscanit, Örebroit, Welinit
- 9.AF.80: Ellenbergerit
- 9.AF.85: Chloritoidgruppe: Chloritoid, Magnesiochloritoid (Rn), Ottrélith
- 9.AF.90: Poldervaartitgruppe: Olmiit, Poldervaartit

#### G. Inselsilikate mit zusätzlichen Anionen; Kationen in meist [6]er- und > [6]er-Koordination
- 9.AG.05: Braunitgruppe: Abswurmbachit, Braunit, Braunit II (N), Neltnerit
- 9.AG.10: Långbanit
- 9.AG.15: Titanitgruppe: Malayait, Titanit, Vanadomalayait
- 9.AG.20: Ceritgruppe: Aluminocerit-(CeCa) (IMA 2007-060), Cerit-(Ce), Cerit-(La)
- 9.AG.25: Trimounsit-(Y)
- 9.AG.30: Sitinakit
- 9.AG.35: Kittatinnyit
- 9.AG.40a: Natisit
- 9.AG.40b: Paranatisit
- 9.AG.45: Törnebohmitgruppe: Törnebohmit-(Ce), Törnebohmit-(La)
- 9.AG.50: Kuliokit-(Y)
- 9.AG.55: Chantalit
- 9.AG.60: Vuagnatitgruppe: Mozartit, Vuagnatit
- 9.AG.65: Hatrurit
- 9.AG.70: Jasmundit
- 9.AG.75: Afwillit
- 9.AG.80: Bultfonteinit
- 9.AG.85: Zoltaiit
- 9.AG.90: Tranquillityit

#### H. Inselsilikate mit CO3, SO4, PO4usw.
- 9.AH.05: Iimoriit-(Y)
- 9.AH.10: Tundritgruppe: Tundrit-(Ce), Tundrit-(Nd)
- 9.AH.15: Spurritgruppe: Paraspurrit, Spurrit
- 9.AH.20: Ternesit
- 9.AH.25: Ellestaditgruppe: Britholith-(Ce), Britholith-(Y) (Rn), Chlorellestadit, Fluorbritholith-(Ce), Fluorcalciobritholith, Fluorellestadit, Hydroxylellestadit
- 9.AH.30: Mattheddleit, Tritomit-(Ce), Tritomit-(Y) (Rn)

#### J. Inselsilikate mit BO3-Dreiecken und/oder B[4], Be[4]-Tetraedern, eckenteilend mit SiO4
- 9.AJ.05: Grandidieritgruppe: Grandidierit, Ominelit
- 9.AJ.10: Dumortieritgruppe: Dumortierit, Holtit, Magnesiodumortierit
- 9.AJ.15: Garrelsit
- 9.AJ.20: Datolithgruppe: Bakerit (diskreditiert 2016), Calcybeborosilit-(Y) (Q), Datolith, Gadolinit-(Ce), Gadolinit-(Nd), Gadolinit-(Y), Hingganit-(Ce), Hingganit-(Y) (Rn), Hingganit-(Yb), Homilit, Melanocerit-(Ce), Minasgeraisit-(Y)
- 9.AJ.25: Stillwellit-(Ce)
- 9.AJ.30: Cappelenit-(Y)
- 9.AJ.35: Vicanitgruppe: Hundholmenit-(Y), Okanoganit-(Y), Proshchenkoit-(Y) (IMA 2008-007), Vicanit-(Ce)
- 9.AJ.40: Jadarit

#### K. Uranyl-Insel- und Polysilikate
U : Si = 2 : 1
- 9.AK.05: Soddyit

U : Si = 1 : 1
- 9.AK.10: Sklodowskit-Cuprosklodowskit-Gruppe: Cuprosklodowskit, Oursinit, Sklodowskit
- 9.AK.15: Uranophan-Kasolit-Gruppe: Boltwoodit, Kasolit, Natroboltwoodit (Rn), Uranophan (auch Uranophan-α[1]), Parauranophan (Rn, ehemals Uranophan-β[1])
- 9.AK.20: Swamboit-(Nd)

U : Si = 1 : 3
- 9.AK.25: Haiweeitgruppe: Haiweeit, Metahaiweeit
- 9.AK.30: Weeksitgruppe: Coutinhoit, Weeksit
- 9.AK.35: Ursilitgruppe: Calcioursilit, Magnioursilit, Ursilit

U : Si = 1 : 7
- 9.AK.40: Uranosilit

### B Gruppensilikate (Sorosilikate)

#### A. Si2O7-Gruppen ohne nicht-tetraedrische Anionen; Kationen in tetraedrischer [4]er-Koordination
Nicht besetzt

#### B. Si2O7-Gruppen ohne nicht-tetraedrische Anionen; Kationen in tetraedrischer [4]er- und größerer Koordination
- 9.BB.10: Melilithgruppe: Alumoåkermanit (IMA 2008-049), Åkermanit, Cebollit (Q), Gehlenit, Gugiait, Hardystonit, Jeffreyit, Okayamalith
- 9.BB.15: Barylithgruppe: Barylith, Klinobarylith
- 9.BB.20: Andrémeyerit

#### C. Si2O7-Gruppen ohne nicht-tetraedrische Anionen; Kationen in oktaedrischer [6]er- und/oder anderer Koordination
- 9.BC.05: Thortveititgruppe: Gittinsit, Keiviit-(Y), Keiviit-(Yb), Thortveitit, Yttrialith-(Y)
- 9.BC.10: Keldyshit-Khibinskit-Gruppe: Keldyshit, Khibinskit, Parakeldyshit
- 9.BC.15: Rankinit
- 9.BC.20: Barysilit
- 9.BC.25: Edgarbaileyit
- 9.BC.30: Kristiansenit
- 9.BC.35: Percleveit-(Ce)

#### D. Si2O7-Gruppen mit zusätzlichen Anionen; Kationen in tetraedrischer [4]er- und/oder anderer Koordination
- 9.BD.05: Bertrandit
- 9.BD.10: Hemimorphit
- 9.BD.15: Junitoit
- 9.BD.20: Axinitgruppe: Axinit-(Fe) (Rn), Axinit-(Mg) (Rn), Axinit-(Mn) (Rn), Tinzenit (Rd)
- 9.BD.25: Vistepit
- 9.BD.30: Boralsilit
- 9.BD.35: Werdingit

#### E. Si2O7-Gruppen mit zusätzlichen Anionen; Kationen in oktaedrischer [6]er- und größerer Koordination
- 9.BE.02: Wadsleyit, Wadsleyit II (H)
- 9.BE.05: Lawsonitgruppe: Hennomartinit, Itoigawait, Lawsonit, Noelbensonit
- 9.BE.07: Ilvaitgruppe: Ilvait, Manganilvait
- 9.BE.10: Suolunit
- 9.BE.12: Jaffeit
- 9.BE.15: Fresnoit
- 9.BE.17: Cuspidingruppe: Baghdadit, Burpalit, Cuspidin, Hiortdahlit (Rd), Janhaugit, Låvenit, Marianoit, Niocalit, Normandit, Wöhlerit
- 9.BE.20: Mosandritgruppe: Mosandrit, Nacareniobsit-(Ce), Rinkit (Q), Roumait (IMA 2008-024)
- 9.BE.22: Rosenbuschitgruppe: Götzenit, Hainit, Kochit, Rosenbuschit
- 9.BE.23: Dovyrenit
- 9.BE.25: Seidozerit-Lamprophyllit-Gruppe: Barytolamprophyllit, Ericssonit (Rd), Grenmarit, Lamprophyllit, Nabalamprophyllit, Orthoericssonit, Seidozerit
- 9.BE.27: Murmanit
- 9.BE.30: Epistolit
- 9.BE.32: Lomonosovit
- 9.BE.35: Vuonnemit
- 9.BE.37: Sobolevit
- 9.BE.40: Innelitgruppe: Innelit, Phosphoinnelit
- 9.BE.42: Yoshimurait
- 9.BE.45: Quadruphit
- 9.BE.47: Polyphit
- 9.BE.50: Bornemanitgruppe: Bornemanit, Bykovait, Shkatulkalith
- 9.BE.55: Bafertisitgruppe: Bafertisit, Hejtmanit, Nechelyustovit
- 9.BE.60: Delindeit
- 9.BE.65: Bussenit
- 9.BE.67: Perraultitgruppe: Jinshajiangit, Perraultit, Surkhobit (Rd)
- 9.BE.70: Chevkinit-(Ce), Dingdaohengit-(Ce), Karnasurtit-(Ce) (Q), Maoniupingit-(Ce), Matsubarait, Perrierit-(Ce), Perrierit-(La) (N), Polyakovit-(Ce), Rengeit, Strontiochevkinit
- 9.BE.72: Fersmanit
- 9.BE.75: Belkovit
- 9.BE.77: Nasonit
- 9.BE.80: Kentrolithgruppe: Kentrolith, Melanotekit
- 9.BE.82: Tilleyit
- 9.BE.85: Killalait
- 9.BE.87: Stavelotit-(La)
- 9.BE.90: Birait-(Ce)
- 9.BE.92: Cervandonit-(Ce)
- 9.BE.95: Batisivit

#### F. Gruppensilikate mit gemischten SiO4- und Si2O7-Gruppen; Kationen in tetraedrischer [4]er- und größerer Koordination
- 9.BF.05: Harstigit
- 9.BF.10: Samfowlerit
- 9.BF.15: Davreuxit
- 9.BF.20: Queitit

#### G. Gruppensilikate mit gemischten SiO4- und Si2O7-Gruppen; Kationen in oktaedrischer [6]er- und größerer Koordination
- 9.BG.05a: Epidotgruppe: Chromotawmawit (H), Epidot, Hancockit (Rn), Epidot-(Sr), Ferriepidot (H), Ferriepidot-(Pb) (H), Ferriepidot-(Sr) (H), Klinozoisit, Klinozoisit-(Pb) (H), Niigatait (Rn), Manganipiemontit (H), Tweddillit (Rn), Mukhinit, Mukhinit-(Pb) (H), Mukhinit-(Sr) (H), Piemontit, Piemontit-(Pb) (H), Piemontit-(Sr) (Rn), Vanadoepidot (H), Vanadoepidot-(Pb) (H), Vanadoepidot-(Sr) (H)
- 9.BG.05b: Allanit-(Ce), Allanit-(La), Allanit-(Nd) (IMA 2010-060), Allanit-(Y) (Rn), Androsit-(La) (H), Chromallanit-(REE) (H), Chromoandrosit-(REE) (H), Chromodissakisit-(REE) (H), Dissakisit-(Ce), Dissakisit-(La), Ferriallanit-(Ce), Ferriandrosit-(REE) (H), Ferridissakisit-(REE) (H), Manganiandrosit-(Ce), Manganiandrosit-(La) (Rn), Manganidissakisit-(REE) (H), Uedait-(Ce), Vanadoallanit-(REE) (H), Vanadoandrosit-(Ce), Vanadodissakisit-(REE) (H)
- 9.BG.05c: Dollaseit-(Ce) (Rd), Ferrokhristovit-(REE) (H), Khristovit-(Ce), Manganokhristovit-(REE) (H)
- 9.BG.10: Zoisit
- 9.BG.15: Sursassitgruppe: Macfallit, Sursassit
- 9.BG.20: Pumpellyitgruppe: Julgoldit-(Fe2+) (Rn), Julgoldit-(Fe3+) (Rn), Julgoldit-(Mg) (Rn), Okhotskit, Poppiit, Pumpellyit-(Al) (IMA 2005-016), Pumpellyit-(Fe2+) (Rn), Pumpellyit-(Fe3+) (Rn), Pumpellyit-(Mg) (Rn), Pumpellyit-(Mn2+), Shuiskit
- 9.BG.25: Ganomalith
- 9.BG.30: Rustumit
- 9.BG.35: Vesuvianitgruppe: Chlorvesuvianit (H), Fluorvesuvianit, Hydroxylvesuvianit (H), Manganvesuvianit, Oxyvesuvianit (H), Vesuvianit, Wiluit
- 9.BG.40: Vyuntspakhkit-(Y)
- 9.BG.45: Dellait
- 9.BG.50: Gatelit-(Ce)
- 9.BG.55: Västmanlandit-(Ce)

#### H. Gruppensilikate mit Si3O10oder größeren Anionen; Kationen in tetraedrischer [4]er- und größerer Koordination
- 9.BH.05: Aminoffit
- 9.BH.10: Kinoit
- 9.BH.15: Akatoreit
- 9.BH.20: Fencooperit

#### J. Gruppensilikate mit Si3O10, Si4O11usw. Anionen; Kationen in oktaedrischer [6]er- und/oder größerer Koordination
- 9.BJ.05: Orientit
- 9.BJ.10: Rosenhahnit
- 9.BJ.15: Trabzonit
- 9.BJ.20: Thalénitgruppe: Fluorthalénit-(Y), Thalénit-(Y)
- 9.BJ.25: Tiragalloit
- 9.BJ.30: Medait
- 9.BJ.35: Ruizit
- 9.BJ.40: Ardennitgruppe: Ardennit-(As) (Rn), Ardennit-(V)
- 9.BJ.45: Kilchoanit
- 9.BJ.50: Kornerupingruppe: Kornerupin, Prismatin (Rd)
- 9.BJ.55: Zunyit
- 9.BJ.60: Hubeit
- 9.BJ.65: Cassagnait

### C Ringsilikate (Cyclosilikate)

#### A. [Si3O9]6−-Dreier-Einfachringe ohne inselartige, komplexe Anionen
- 9.CA.05: Benitoitgruppe: Bazirit, Benitoit, Pabstit
- 9.CA.10: Wadeit
- 9.CA.15: Katapleiitgruppe: Calciokatapleiit, Katapleiit (Katapleit)
- 9.CA.20: Pseudowollastonit
- 9.CA.25: Walstromitgruppe: Margarosanit, Walstromit
- 9.CA.30: Bobtraillit

#### B. [Si3O9]6−-Dreier-Einfachringe mit inselartigen, komplexen Anionen
- 9.CB.05: Roeblingit
- 9.CB.10: Diversilit-(Ce)
- 9.CB.15: Ilímaussit-(Ce)

#### C. Verzweigte [Si3O9]6−-Dreier-Einfachringe
- 9.CC.05: unbesetzt

#### D. [Si3O9]6−-Dreier-Doppelringe
- 9.CD.05: Moskvinit-(Y)

#### E. [Si4O12]8−-Vierer-Einfachringe ohne inselartige, komplexe Anionen
- 9.CE.05: Papagoit
- 9.CE.10: Verplanckit
- 9.CE.15: Baotit
- 9.CE.20: Taramellitgruppe: Nagashimalith, Taramellit, Titantaramellit
- 9.CE.25: Joaquinitgruppe: Bario-orthojoaquinit, Byelorussit-(Ce), Joaquinit-(Ce), Orthojoaquinit-(Ce), Orthojoaquinit-(La) (Rd), Strontiojoaquinit, Strontio-orthojoaquinit
- 9.CE.30a: Nenadkevichitgruppe: Korobitsynit, Nenadkevichit
- 9.CE.30b: Tsepinit-Ca, Tsepinit-K, Tsepinit-Na (Rn), Tsepinit-Sr, Vuoriyarvit-K (Rn)
- 9.CE.30c: Gjerdingenit-Ca, Gjerdingenit-Fe, Gjerdingenit-Mn, Gjerdingenit-Na, Karupmøllerit-Ca, Kuzmenkoit-Ca (H), Kuzmenkoit-Mn (Rn), Kuzmenkoit-Zn, Lepkhenelmit-Zn
- 9.CE.30d: Lemmleinit-Ba, Lemmleinit-K (Rn)
- 9.CE.30e: Labuntsovitgruppe: Burovait-Ca (IMA 2008-001), Labuntsovit-Fe, Labuntsovit-Mg, Labuntsovit-Mn (Rn)
- 9.CE.30f: Paralabuntsovit-Mg (Rn)
- 9.CE.30g: Organovait-Mn, Organovait-Zn, Parakuzmenkoit-Fe
- 9.CE.30h: Alsakharovit-Zn, Gutkovait-Mn, Neskevaarait-Fe
- 9.CE.30i: Paratsepinit-Ba, Paratsepinit-Na
- 9.CE.40: unbesetzt
- 9.CE.45: Komarovitgruppe: Komarovit, Natrokomarovit (N)

#### F. [Si4O12]8−-Vierer-Einfachringe mit inselarten, komplexen Anionen
- 9.CF.05: Ashburtonit
- 9.CF.10: Kainosit-(Y)
- 9.CF.15: Phosinaitgruppe: Klinophosinait, Phosinait-(Ce)
- 9.CF.20: Strakhovit
- 9.CF.25: Cerchiarait

#### G. Verzweigte [Si4O12]8−-Vierer-Einfachringe
- 9.CG.05: Eakerit
- 9.CG.10: Flörkeit (IMA 2008-036)

#### H. [Si4O12]8−-Vierer-Doppelringe
- 9.CH.05: Hyalotekit, Kapitsait-(Y)
- 9.CH.10: Steacyitgruppe: Arapovit, Iraqit-(La), Steacyit, Turkestanit

#### J. [Si6O18]12−-Sechser-Einfachringe ohne inselartige, komplexe Anionen
- 9.CJ.05: Beryllgruppe: Bazzit, Beryll, Indialith, Pezzottait, Stoppaniit
- 9.CJ.10: Cordieritgruppe: Cordierit, Sekaninait
- 9.CJ.15: Combeit-Lovozerit-Gruppe: Combeit, Kapustinit, Kazakovit, Litvinskit, Lovozerit, Tisinalith, Zirsinalith
- 9.CJ.20: Imandrit-Koashvit-Gruppe: Imandrit, Koashvit
- 9.CJ.25: Baratovitgruppe: Aleksandrovit (IMA 2009-004), Baratovit, Katayamalith
- 9.CJ.30: Dioptas
- 9.CJ.35: Kostylevit
- 9.CJ.40: Petarasit
- 9.CJ.45: Gerenit-(Y)
- 9.CJ.50: Odintsovit
- 9.CJ.55: Mathewrogersit

#### K. [Si6O18]12−-Sechser-Einfachringe mit inselartigen, komplexen Anionen
- 9.CK.05: Turmalingruppe:[5] Chrom-Dravit (Rd), Dravit (G), Elbait (G), Feruvit, Buergerit (Rd, heute Fluor-Buergerit), Foitit, Liddicoatit (Rd, heute Fluor-Liddicoatit), Magnesio-Foitit (Rd), Olenit, Vanadiumdravit (Rd, heute Oxy-Vanadium-Dravit), Povondrait (Rn), Rossmanit, Schörl (Rn), Uvit (Rn, heute Fluor-Uvit)
  - Anhang: Hypothetische Turmaline (H):[6] Ferri-Feruvit, Ferri-Uvit, Fluor-Chromdravit, Fluor-Dravit (IMA2009-089), Fluor-Elbait (IMA2011-071), Fluor-Foitit, Fluor-Mg-Foitit, Fluor-Olenit, Fluor-Rossmanit, Fluor-Schörl (IMA2010-067), Hydroxy-Buergerit (Rn, heute Buergerit), Hydroxy-Feruvit (heute Feruvit), Hydroxy-Liddicoatit (heute Liddicoatit), Hydroxy-Uvit (Rd, heute Uvit), Oxy-Chrom-Dravit (IMA2011-09), Oxy-Dravit (IMA2012-004a), Oxy-Elbait (heute Darrellhenryit), Oxy-Ferri-Foitit, Oxy-Feruvit (heute Lucchesiit), Oxy-Foitit (IMA 2016-069), Oxy-Liddicoatit, Oxy-Mg-Ferri-Foitit, Oxy-Mg-Foitit, Oxy-Rossmanit, Oxy-Schörl (IMA2011-011), Oxy-Uvit (heute Magnesio-Lucchesiit)
- 9.CK.10: Abenakiit-(Ce)
- 9.CK.15: Scawtit
- 9.CK.20: Steenstrupingruppe: Steenstrupin-(Ce), Thorosteenstrupin

#### L. Verzweigte [Si6O18]12−-Sechser-Einfachringe
- 9.CL.05: Tienshanit

#### M. [Si6O18]12−-Sechser-Doppelringe
- 9.CM.05: Milaritgruppe: Almarudit, Armenit, Berezanskit, Brannockit, Chayesit, Darapiosit, Dusmatovit, Eifelit, Friedrichbeckeit (IMA 2008-019), Klöchit (IMA 2007-054), Merrihueit, Milarit, Oftedalit, Osumilith, Osumilith-(Mg) (N), Poudretteit, Roedderit, Shibkovit, Sogdianit, Sugilith, Trattnerit, Yagiit
- 9.CM.10: Faizievit

#### N. [Si8O24]16−-Achter-Ringe
- 9.CN.05: Muirit

#### O. [Si9O27]18−-Neuner-Ringe
- 9.CO.10: Eudialytgruppe: Alluaivit, Andrianovit, Aqualith, Carbokentbrooksit, Dualith, Eudialyt, Feklichevit, Ferrokentbrooksit, Georgbarsanovit, Golyshevit, Ikranit, Johnsenit-(Ce), Kentbrooksit, Khomyakovit, Labyrinthit, Manganokhomyakovit, Mogovidit, Oneillit, Raslakit, Rastsvetaevit, Taseqit, Voronkovit (IMA 2007-023), Zirsilit-(Ce)

#### P. Zwölfer- und größere Ringe
- 9.CP.05: Traskit
- 9.CP.10: Megacyclit

### D Ketten- und Bandsilikate (Inosilikate)

#### A. Ketten- und Bandsilikate mit 2-periodischen Einfachketten Si2O6; Pyroxen-Familie
- 9.DA.05: Orthopyroxene, Enstatitgruppe: Akimotoit, Donpeacorit, Enstatit, Ferrosilit (Rn)
- 9.DA.10: Mg,Fe,Mn-Klinopyroxene, Klinoenstatitgruppe: Halagurit (N), Kanoit, Klinoenstatit, Klinoferrosilit, Pigeonit
- 9.DA.15: Ca-Klinopyroxene, Diopsidgruppe: Augit, Davisit (IMA 2008-030), Diopsid, Esseneit, Hedenbergit, Johannsenit, Kushiroit (IMA 2008-059), Petedunnit
- 9.DA.20: Ca-Na-Klinopyroxene, Omphacitgruppe: Aegirin-Augit (Rd), Chromomphacit (N), Omphacit
- 9.DA.25: Na-Klinopyroxene, Jadeitgruppe: Aegirin, Jadeit, Jervisit, Kosmochlor, Namansilit, Natalyit
- 9.DA.30: Li-Klinopyroxene: Spodumen

#### B. Ketten- und Bandsilikate mit 2-periodischen Einfachketten Si2O6; mit zusätzlich O, OH, H2O; Pyroxen-verwandte Minerale
- 9.DB.: Punkaruaivit (IMA 2008-018)
- 9.DB.05: Karpholithgruppe: Balipholit, Karpholith, Ferrokarpholith, Magnesiokarpholith, Kaliumkarpholith, Vanadiokarpholith
- 9.DB.10: Lorenzenit
- 9.DB.15: Lintisit
- 9.DB.20: Kukisvumitgruppe: Kukisvumit, Manganokukisvumit
- 9.DB.25: Vinogradovitgruppe: Paravinogradovit, Vinogradovit
- 9.DB.30: Nchwaningit
- 9.DB.35: Plancheit (Rd)
- 9.DB.40: Shattuckit (Rd)
- 9.DB.45: Aerinit (Rd)

#### C. Ketten- und Bandsilikate mit verzweigten 2-periodischen Einfachketten, Si2O6+ 2SiO3→ Si4O12
- 9.DC.05: Astrophyllitgruppe: Astrophyllit, Hydroastrophyllit (N), Nalivkinit, Kupletskit, Kupletskit-(Cs) (Rn), Lobanovit (ehemals Magnesiumastrophyllit, IMA 2015-B), Niobokupletskit, Niobophyllit, Zirkophyllit (Rd, IMA 17-D)

#### D. Ketten- und Bandsilikate mit 2-periodischen Doppelketten, Si4O11; Amphibol-Familie, Orthoamphibole
- 9.DD.05: unbesetzt (ehemals besetzt durch die diskreditierten Minerale Bidalotit, Ferrihedrit und Lithioglaukophan[7])

#### E. Ketten- und Bandsilikate mit 2-periodischen Doppelketten, Si4O11; Amphibol-Familie, Klinoamphibole
- 9.DE.05: Mg,Fe,Mn-Klinoamphibole, Cummingtonitgruppe: Anthophyllit (Rd), Cummingtonit (Rd), Klino-Ferro-Ferri-Holmquistit (ehemals Klino-Natrium-Ferri-Ferro-Holmquistit, Natrium-Ferri-Klinoferroholmquistit und Ferri-Klinoferroholmquistit), Ferri-Pedrizit (ehemals  Natrium-Ferri-Pedrizit), Ferro-Anthophyllit (Rd), Ferro-Gedrit (Rd), Ferro-Holmquistit, Ferro-Pedrizit (H), Fluoro-Pedrizit (ehemals Fluoronatriumpedrizit), Gedrit (Rd), Grunerit (Rd), Holmquistit (Rd), Klino-Ferro-Holmquistit (H), Klino-Suenoit (ehemals Manganocummingtonit), Mangano-Grunerit (Rd), Natrium-Anthophyllit (H), Ferro-Ferri-Pedrizit (ehemals Natrium-Ferri-Ferro-Pedrizit), Ferro-Papikeit (IMA 2020-021, ehemals Natrium-Ferrogedrit), Natrium-Ferropedrizit (H), Natrium-Ferro-Anthophyllit (H), Papikeit (ehemals Natriumgedrit, H), Natriumpedrizit (H), Pedrizit (H), Permanganogrunerit (H), Proto-Anthophyllit, Proto-Ferro-Anthophyllit, Proto-Ferro-Suenoit (ehemals Protomangano-Ferro-Anthophyllit)

- 9.DE.10: Ca-Klinoamphibole, Tremolitgruppe: Aktinolith, Alumino-Ferrotschermakit, Alumino-Tschermakit,[8] Cannilloit (H), Kalium-Chloro-Hastingsit (ehemals Chloro-Kaliumhastingsit, Rn 2012), Edenit, Ferro-Ferri-Tschermakit (H), Ferri-Kaersutit (N), Ferri-Tschermakit (H), Ferro-Aktinolith (Rd), Ferro-Edenit, Ferro-Hornblende (Rd 2012), Ferro-Kaersutit (H), Ferro-Pargasit (Rd), Ferro-Tschermakit (Rd), Fluoro-Cannilloit, Fluoro-Edenit, Magnesio-Fluoro-Hastingsit (IMA 2005-002, Rd 2012), Fluoro-Pargasit, Fluor-Tremolit (N), Hastingsit (Rd), Joesmithit, Kaersutit (Rd), Kalium-Aluminosadanagait (kein anerkannter Mineralname mehr), Kalium-Chloro-Ferro-Edenit (N), Kalium-Chloro-Pargasit, Kalium-Ferro-Ferri-Sadanagait (ehemals Kalium-Ferrisadanagait), Kalium-Ferro-Pargasit, Kalium-Fluoro-Hastingsit, Kalium-Hastingsit (Rn), Kalium-Magnesio-Hastingsit, Kalium-Pargasit, Kalium-Sadanagait (Rd, ehemals Kalium-Magnesiosadanagait), Magnesio-Hastingsit (Rd), Magnesio-Hornblende (Rd, IMA 2017-059), Pargasit (Rd), Parvo-Mangano-Edenit (diskreditiert 2012), Parvo-Manganotremolit (diskreditiert 2012), Sadanagait (IMA 2002-051, Rd 2012, ehemals Magnesio-Sadanagait), Tremolit (Rd), Tschermakit (Rd)

- 9.DE.15: Na,Ca-Klinoamphibole: Ferri-Ottoliniit (IMA 2001-067a, diskreditiert 2012), Ferriwhittakerit (diskreditiert 2012, Synonym für Ferri-Leakeit), Ottoliniit (H), Whittakerit (H)

- 9.DE.20: Ca-Alkali-Klinoamphibole, Winchit-Richterit-Gruppe: Alumino-Barroisit (Q), Alumino-Ferro-Barroisit (H), Alumino-Ferrowinchit (Q), Barroisit (Rd), Ferri-Barroisit (H), Ferri-Ferro-Barroisit (Q), Ferri-Ferrowinchit (Q), Ferri-Ghoseit (Rd 2012, ehemals Parvowinchit), Ferri-Katophorit (Q), Ferri-Magnesiokatophorit (N), Ferri-Taramit (Rd, vor 2012 Ferri-Magnesiotaramit), Ferri-Winchit, Ferro-Barroisit (H), Ferro-Richterit, Ferro-Taramit (ehemals Taramit und Alumino-Taramit), Ferro-Winchit (H), Fluoro-Ferri-Magnesiokatophorit (N), Fluoro-Magnesiokatophorit (N), Fluoro-Oxy-Ferri-Magnesio-Katophorit (N), Fluoro-Richterit (Rd 2012), Fluoro-Taramit (Rd 2012, ehemals Fluoro-Alumino-Magnesiotaramit), Kalium-Ferro-Taramit (ehemals Kalium-Aluminotaramit, IMA 2007-015), Kaliumferritaramit (N), Kalium-Fluoro-Richterit, Kalium-Richterit (IMA 2017-102), Katophorit (IMA 2013-140, ehemals Magnesiokatophorit), Magnesio-Taramit (Q), Richterit, Taramit (ehemals Alumino-Magnesiotaramit), Winchit (Rd)

- 9.DE.25: Alkali-Klinoamphibole, Glaukophan-Eckermannit-Gruppe: Arfvedsonit, Mangani-Dellaventurait (ehemals Dellaventurait), Eckermannit, Ferri-Leakeit (ehemals Leakeit), Ferri-Nybøit (diskreditiert, ehemals Ferric-Nybøit bzw. Ferrinybøit), Ferro-Eckermannit (Rd/H), Ferro-Ferri-Nybøit (IMA 2013-072, ehemals Ferric-Ferronybøit), Ferro-Glaukophan (Rd), Ferro-Ferri-Leakeit (H, ehemals Ferroleakeit), Ferro-Nybøit (H), Fluor-Arfvedsonit (N), Fluoro-Ferro-Leakeit (kein anerkannter Mineralname mehr), Kalium-Magnesio-Fluoro-Arfvedsonit (Rn, ehemals Fluoro-Kalium-Magnesio-Arfvedsonit), Magnesio-Fluoro-Arfvedsonit (ehemals Fluoro-Magnesio-Arfvedsonit), Fluoro-Nybøit, Fluoro-Riebeckit (Rd 2012), Glaukophan (Rd), Kalium-Arfvedsonit, Kalium-Leakeit (H), Kalium-Magnesio-Arfvedsonit (IMA 2016-083), Kalium-Mangani-Leakeit (Rd 2012, ehemals Kornit), Magnesio-Arfvedsonit (IMA 2013-137), Magnesio-Riebeckit (Rd 2012), Mangani-Obertiit (ehemals Obertiit), Mangano-Ferri-Eckermannit (Rd 2012, ehemals Kôzulith), Mangano-Mangani-Ungarettiit (ehemals Ungarettiit, Rd 2012), Nybøit (Rd 2012), Riebeckit (Rd 2012)

#### F. Ketten- und Bandsilikate mit 2-periodischen Mehrfachketten
- 9.DF.05: Biopyribolgruppe (benannt nach der strukturellen Analogie zu den Biotiten, Pyroxenen und Amphibolen): Chesterit, Klinojimthompsonit, Jimthompsonit
- 9.DF.15: Ershovit
- 9.DF.20: Tvedalit
- 9.DF.25: Bavenit
- 9.DF.30: Bigcreekit

#### G. Ketten- und Bandsilikate mit 3-periodischen Einfach- und Mehrfachketten
- 9.DG.05: Wollastonitgruppe: Bustamit, Ferrobustamit, Pektolith, Serandit, Tanohatait (IMA 2007-19), Wollastonit
- 9.DG.07: Cascandit
- 9.DG.08: Plombièrit
- 9.DG.10: Torbermoritgruppe: Jusit (Q), Klinotobermorit, Riversideit, Tobermorit
- 9.DG.15: Foshagit
- 9.DG.20: Jennit
- 9.DG.25: Paraumbit, Umbit
- 9.DG.30: Sørensenit
- 9.DG.35: Xonotlit
- 9.DG.40: Hillebrandit
- 9.DG.45: Chivruaiit, Zorit
- 9.DG.50: Haineaultit
- 9.DG.55: Epididymit
- 9.DG.60: Eudidymit
- 9.DG.65: Elpidit
- 9.DG.70: Litidionitgruppe: Fenaksit, Litidionit (Rn, ehemals Lithidionit), Manaksit
- 9.DG.75: Tinaksitgruppe: Senkevichit, Tinaksit, Tokkoit
- 9.DG.80: Canasitgruppe: Canasit, Fluorcanasit (IMA 2007-031)
- 9.DG.85: Miserit
- 9.DG.90: Frankamenit
- 9.DG.92: Charoit
- 9.DG.95: Yuksporit
- 9.DG.97: Eveslogit

#### H. Ketten- und Bandsilikate mit 4-periodischen Einfachketten, Si4O12
- 9.DH.05: Leukophan
- 9.DH.10: Ohmilith
- 9.DH.15: Haradaitgruppe: Haradait, Suzukiit
- 9.DH.20: Batisitgruppe: Batisit, Shcherbakovit
- 9.DH.25: Taikanit
- 9.DH.30: Krauskopfit
- 9.DH.35: Gageitgruppe: Balangeroit, Gageit
- 9.DH.40: unbesetzt
- 9.DH.45: Aenigmatit, Baykovit (H), Dorrit, Høgtuvait, Khmaralith, Krinovit, Makarochkinit, Rhönit, Sapphirin, Serendibit, Welshit, Wilkinsonit
- 9.DH.50: unbesetzt
- 9.DH.55: Surinamit
- 9.DH.60: Deerit
- 9.DH.65: Howieit, Taneyamalith
- 9.DH.70: Johninnesit
- 9.DH.75: Agrellit

#### J. Ketten- und Bandsilikate mit 4-periodischen Doppel- und Dreifachketten
- 9.DJ.05: Narsarsukit
- 9.DJ.10: Laplandit-(Ce)
- 9.DJ.15: Caysichit-(Y)
- 9.DJ.20: Seidit-(Ce)
- 9.DJ.25: Carlosturanit
- 9.DJ.30: Jonesit

#### K. Ketten- und Bandsilikate mit 5-periodischen Einfachketten, Si5O15
- 9.DK.05: Rhodonitgruppe: Babingtonit, Fowlerit (Q), Lithiomarsturit, Manganbabingtonit, Marsturit, Nambulit, Natronambulit, Rhodonit, Scandiobabingtonit
- 9.DK.10: Santaclarait
- 9.DK.15: Saneroit
- 9.DK.20: Hellanditgruppe: Ciprianiit, Hellandit-(Ce), Hellandit-(Y), Mottanait-(Ce), Tadzhikit-(Ce) (Rn)

#### L. Ketten- und Bandsilikate mit 5-periodischen Doppelketten, Si10O28
- 9.DL.05: Inesit
- 9.DL.10: Piergorit-(Ce)

#### M. Ketten- und Bandsilikate mit 6-periodischen Einfachketten, Si6O18
- 9.DM.05: Stokesit
- 9.DM.10: Hilairitgruppe: Calciohilairit, Hilairit, Komkovit, Pyatenkoit-(Y), Sazykinait-(Y)
- 9.DM.15: Gaidonnayitgruppe: Gaidonnayit, Georgechaoit
- 9.DM.20: Chkalovit
- 9.DM.25: Vlasovit
- 9.DM.30: Revdit
- 9.DM.35: Scheuchzerit
- 9.DM.40: Terskit

#### N. Ketten- und Bandsilikate mit 6-periodischen Doppelketten
- 9.DN.05: Tuhualithgruppe: Emeleusit, Tuhualith, Zektzerit
- 9.DN.10: Semenovit-(Ce)
- 9.DN.15: Ashcroftin-(Y)

#### O. Ketten- und Bandsilikate mit 7-, 8-, 10-, 12- und 14-periodischen Ketten
- 9.DO.05: Pyroxmangitgruppe: Pyroxferroit, Pyroxmangit
- 9.DO.10: Pellyit
- 9.DO.15: Norditgruppe: Ferronordit-(Ce), Ferronordit-(La), Manganonordit-(Ce), Nordit-(Ce), Nordit-(La)
- 9.DO.20: Alamosit
- 9.DO.25: Liebauit

#### P. Übergangsstrukturen Ketten- und Bandsilikate – Schichtsilikate
- 9.DP.05: Meliphanit
- 9.DP.10: unbesetzt
- 9.DP.15: Leukosphenit
- 9.DP.20: Prehnit
- 9.DP.25: Amstallit
- 9.DP.30: Kvanefjeldit
- 9.DP.35: Lemoynitgruppe: Lemoynit, Natrolemoynit
- 9.DP.40: Altisit

#### Q. Unklassifizierte Ketten- und Bandsilikate
- 9.DQ.05: Fukalith

### E Schichtsilikate (Phyllosilikate)

#### A. Einfache Tetraedernetze mit 4-, 5-, (6-) und 8-gliedrigen Ringen
- 9.EA.05: Gillespitgruppe: Cuprorivait (Rd), Effenbergerit, Gillespit, Wesselsit
- 9.EA.10: Ekanit
- 9.EA.15: Apophyllitgruppe: Fluorapophyllit-(K) (ehemals Fluorapophyllit bzw. Apophyllit-(KF)), Hydroxyapophyllit-(K) (ehemals Hydroxyapophyllit bzw. Apophyllit-(KOH)), Fluorapophyllit-(Na) (ehemals Natro-Apophyllit bzw. Apophyllit-(NaF))
- 9.EA.20: Magadiit
- 9.EA.25: Dalyitgruppe: Dalyit, Davanit
- 9.EA.30: Sazhinit-(Ce), Sazhinit-(La)
- 9.EA.35: Armstrongit
- 9.EA.40: Okenit
- 9.EA.45: Nekoit
- 9.EA.50: Cavansit
- 9.EA.55: Pentagonit
- 9.EA.60: Penkvilksit, Tumchait
- 9.EA.65: Nabesit
- 9.EA.70: Ajoit
- 9.EA.75: Zeravshanit

#### B. Doppelnetze mit 4 und 6-gliedrigen Ringen
- 9.EB.05: Rhodesitgruppe: Macdonaldit, Rhodesit
- 9.EB.10: Delhayelith, Hydrodelhayelith
- 9.EB.15: Monteregianit-(Y)
- 9.EB.20: Carletonit

#### C. Schichtsilikate (Phyllosilikate) mit Glimmertafeln, zusammengesetzt aus tetraedrischen und oktaedrischen Netzen
- 9.EC.: Glimmergruppe
- 9.EC.05: Talkgruppe: Minnesotait, Talk, Willemseit
- 9.EC.10: Pyrophyllitgruppe: Ferripyrophyllit, Pyrophyllit

- 9.EC.15: Muskovitgruppe: Aluminoseladonit, Boromuskovit, Chernykhit, Chromseladonit, Chromphyllit, Ferriseladonit (H), Ferroaluminoseladonit (Rn), Ferroseladonit, Ganterit, Glaukonit (Mineralgruppe), Montdorit (Rd), Muskovit, Nanpingit, Paragonit, Phengit (Mineralgruppe), Roscoelith, Seladonit, Tainiolith, Tobelith, Voloshinit (IMA 2007-052)

- 9.EC.20: Phlogopitgruppe: Annit, Aspidolith (IMA 2004-049, Rd), Biotit (Mineralgruppe), Eastonit (Rd), Ephesit, Fluorannit, Fluorophlogopit, Hendricksit, Lepidolith (Mineralgruppe), Masutomilith, Norrishit, Phlogopit, Polylithionit, Preiswerkit, Shirokshinit, Shirozulith, Siderophyllit, Sokolovait, Suhailit, Tetraferriannit (Rn), Tetraferriphlogopit (Rn), Trilithionit (Rd), Wonesit, Zinnwaldit (Mineralgruppe)

- 9.EC.25: Illitgruppe: Brammallit (Mineralgruppe), Illit (Mineralgruppe)
- 9.EC.30: Margarit
- 9.EC.35: Clintonitgruppe: Anandit, Bityit, Clintonit, Ferrokinoshitalith, Kinoshitalith, Oxykinoshitalith
- 9.EC.40: Montmorillonitgruppe: Beidellit, Kurumsakit (Q), Montmorillonit, Nontronit, Smektit (Mineralgruppe), Volkonskoit (Rd), Yakhontovit
- 9.EC.45: Saponitgruppe: Ferrosaponit, Hectorit (Q), Saponit, Sauconit, Spadait (Q), Stevensit (Q), Swinefordit, Zinksilit (Q)
- 9.EC.50: Vermiculitgruppe: Tibiscumit (Q), Vermiculit

- 9.EC.55: Chloritgruppe: Baileychlor, Borocookeit, Chamosit, Cookeit, Donbassit, Franklinfurnaceit, Glagolevit, Gonyerit, Klinochlor, Nimit, Odinit, Orthochamosit (diskreditiert,[9] aber erst seit 2009 nicht mehr in den IMA-Listen), Pennantit, Sudoit (Rd)

- 9.EC.60: Corrensitgruppe: Aliettit (Rd), Brinrobertsit, Corrensit, Dozyit, Hydrobiotit (Rd), Karpinskit (Q), Kulkeit, Lunijianlait, Rectorit, Saliotit, Tosudit
- 9.EC.65: Macaulayit
- 9.EC.70: Burckhardtit
- 9.EC.75: Suritgruppe: Ferrisurit, Niksergievit, Surit
- 9.EC.80: Kegelit (Rd)

#### D. Schichtsilikate (Phyllosilikate) mit Kaolinitschichten, zusammengesetzt aus tetraedrischen und oktaedrischen Netzen
- 9.ED.05: Kaolinitgruppe: Dickit, Kaolinit, Nakrit
- 9.ED.10: Halloysitgruppe: Halloysit (Rn, ehemals Halloysit-7Å[1]), Hydrohalloysit (Rn, ehemals Halloysit-10Å[1]), Hisingerit
- 9.ED.15: Serpentingruppe: Amesit, Antigorit (Rn), Berthierin, Brindleyit, Chrysotil (Rd), Cronstedtit, Fraipontit, Greenalith, Karyopilit, Kellyit, Lizardit, Manandonit, Népouit, Pecorait
- 9.ED.20: Allophan, Chrysokoll, Imogolith (Rd), Neotokit
- 9.ED.25: Chapmanitgruppe: Bismutoferrit, Chapmanit

#### E. Einfache tetraedrische Netze aus 6-gliedrigen Ringen, verbunden über oktaedrische Netze oder Bänder
- 9.EE.05: Bementit (Rd)
- 9.EE.10: Pyrosmalithgruppe: Brokenhillit (N), Friedelit, Mcgillit, Pyrosmalith-(Fe) (ehemals Ferropyrosmalith), Pyrosmalith-(Mn) (ehemals Manganpyrosmalith)
- 9.EE.15: Schalleritgruppe: Nelenit, Schallerit
- 9.EE.20: Palygorskitgruppe: Palygorskit, Tuperssuatsiait, Yofortierit
- 9.EE.25: Sepiolithgruppe: Falcondoit, Kalifersit, Loughlinit, Sepiolith
- 9.EE.30: Gyrolithgruppe: Gyrolith, Tungusit
- 9.EE.35: Reyeritgruppe: Reyerit, Truscottit
- 9.EE.40: Natrosilit
- 9.EE.45: Makatit
- 9.EE.50: Varennesit
- 9.EE.55: Rait
- 9.EE.60: Intersilit
- 9.EE.65: Shafranovskit, Zakharovit
- 9.EE.70: Zeophyllit
- 9.EE.75: Minehillit
- 9.EE.80: Fedorit, Martinit

#### F. Einfache Netze aus 6-gliedrigen Ringen, verbunden über M[4], M[8]usw.
- 9.EF.05: Petalit
- 9.EF.10: Sanbornit
- 9.EF.15: Searlesit
- 9.EF.20: Silinait
- 9.EF.25: Kanemit
- 9.EF.30: Yakovenchukit-(Y)

#### G. Doppelnetze mit 6-gliedrigen Ringen
- 9.EG.05: Cymritgruppe: Cymrit, K-Cymrit (H)
- 9.EG.10: Naujakasitgruppe: Manganonaujakasit, Naujakasit
- 9.EG.15: Dmisteinbergit
- 9.EG.20: Kampfit
- 9.EG.25: Strätlingitgruppe: Strätlingit, Vertumnit
- 9.EG.30: Ganophyllitgruppe: Eggletonit, Ganophyllit, Tamait
- 9.EG.35: Zussmanitgruppe: Coombsit, Zussmanit
- 9.EG.40: Stilpnomelangruppe: Franklinphilit, Lennilenapeit, Parsettensit, Stilpnomelan
- 9.EG.45: Latiumit-Tuscanit-Gruppe: Latiumit, Tuscanit
- 9.EG.50: Jagoit
- 9.EG.55: Wickenburgit
- 9.EG.60: Hyttsjöit
- 9.EG.65: Armbrusterit
- 9.EG.70: Britvinit
- 9.EG.75: Bannisterit

#### H. Übergangsstrukturen zwischen Schichtsilikat und anderen Silikateinheiten
- 9.EH.05: Neptunitgruppe: Magnesioneptunit, Manganoneptunit (Rn), Neptunit, Watatsumiit
- 9.EH.10: Grumantit
- 9.EH.15: Sarkolith (of Thompson)
- 9.EH.20: Ussingit
- 9.EH.25: Leifitgruppe: Eirikit (IMA 2007-017), Leifit (Rd), Telyushenkoit
- 9.EH.30: Nafertisit

#### J. Unklassifizierte Phyllosilikate
- 9.EJ.: Lalondeit (IMA 2002-026)
- 9.EJ.05: Lourenswalsit
- 9.EJ.10: Middendorfit
- 9.EJ.15: Orlymanit

### F Gerüstsilikate (Tektosilikate) ohne zeolithisches H2O

#### A. Gerüstsilikate (Tektosilikate) ohne zusätzliche Anionen
- 9.FA.05: Nephelingruppe: Kaliophilit, Kalsilit, Megakalsilit, Nephelin, Panunzit, Trikalsilit, Yoshiokait
- 9.FA.10: Malinkoit
- 9.FA.15: Virgilit
- 9.FA.25: Lisitsynit
- Feldspatfamilie
  - 9.FA.30: Alkalifeldspate Adular (I), Anorthoklas (I), Buddingtonit, Celsian, Hyalophan (I), Mikroklin, Monalbit (N), Orthoklas, Rubiklin, Sanidin (G)
  - 9.FA.35: Plagioklase: Albit, Andesin (I), Anorthit (G), Bytownit (I), Labradorit (I), Oligoklas (I), Reedmergnerit
- 9.FA.40: Paracelsian
- 9.FA.45: Svyatoslavitgruppe: Kumdykolit, Svyatoslavit
- 9.FA.50: Slawsonit
- 9.FA.55: Lisetit
- 9.FA.60: Stronalsitgruppe: Banalsit, Stronalsit
- 9.FA.65: Danburitgruppe: Danburit, Maleevit, Pekovit
- 9.FA.70: Lingunit
- 9.FA.75: Kokchetavit

#### B. Gerüstsilikate (Tektosilikate) mit zusätzlichen Anionen
- 9.FB.05: Cancrinitgruppe: Afghanit, Alloriit, Balliranoit (IMA 2008-065), Biachellait, Bystrit, Cancrinit, Cancrisilit, Davyn, Fantappièit (IMA 2008-006), Farneseit, Franzinit, Giuseppettit, Hydroxycancrinit, Kyanoxalith (IMA 2008-041), Liottit, Marinellit, Mikrosommit, Pitiglianoit, Quadridavyn, Sacrofanit, Tounkit, Vishnevit
- 9.FB.10: Sodalith-Danalith-Gruppe: Bicchulith, Danalith, Genthelvin, Haüyn, Helvin, Kamaishilith, Lasurit, Nosean, Sodalith, Tsaregorodtsevit, Tugtupit
- 9.FB.15: Skapolithgruppe: Marialith, Mejonit, Silvialith

### G Gerüstsilikate (Tektosilikate) mit zeolithischem H2O; Familie der Zeolithe

#### A. Zeolithe mit Ketten aus Vierer-Ringen, verbunden über ein fünftes Si
- 9.GA.05: Natrolithgruppe: Gonnardit (Rd), Mesolith, Natrolith, Paranatrolith, Skolezit
- 9.GA.10: Thomsonit-Ca (Rn), Thomsonit-Sr
- 9.GA.15: Edingtonit, Kalborsit

#### B. Ketten von einfach verbundenen Vierer-Ringen
- 9.GB.05: Analcimgruppe: Ammonioleucit, Analcim, Hsianghualith, Leucit, Lithosit, Pollucit, Wairakit
- 9.GB.10: Laumontit
- 9.GB.15: Yugawaralith
- 9.GB.20: Roggianit
- 9.GB.25: Goosecreekit
- 9.GB.30: Montesommait
- 9.GB.35: Parthéit

#### C. Ketten doppelt verbundener Vierer-Ringe
- 9.GC.05: Gismondin-Garronit-Gruppe: Amicit, Garronit, Gismondin-Ca (ehemals Gismondin, Rn 2021), Gobbinsit
- 9.GC.10: Phillipsitgruppe: Harmotom, Phillipsit-Ca, Phillipsit-K (Rn), Phillipsit-Na
- 9.GC.15: Merlinoit
- 9.GC.20: Mazzit-Mg, Mazzit-Na
- 9.GC.25: Perlialit
- 9.GC.30: Boggsit
- 9.GC.35: Paulingit-Ca, Paulingit-K (Rn)

#### D. Ketten von Fünfer-Ringen
- 9.GD.05: Gmelinitgruppe: Gmelinit-Ca, Gmelinit-K, Gmelinit-Na (Rn)
- 9.GD.10: Chabasitgruppe: Chabasit-Ca, Chabasit-K, Chabasit-Mg, Chabasit-Na, Chabasit-Sr, Willhendersonit
- 9.GD.15: Lévyngruppe: Lévyn-Ca (Rn), Lévyn-Na
- 9.GD.20: Bellbergit, Erionit-Ca, Erionit-K, Erionit-Na (Rn)
- 9.GD.25: Offretitgruppe: Offretit, Wenkit
- 9.GD.30: Faujasitgruppe: Faujasit-Ca, Faujasit-Mg, Faujasit-Na (Rn)
- 9.GD.35: Mordenitgruppe: Maricopait, Mordenit
- 9.GD.40: Dachiardit-Ca (Rn), Dachiardit-Na (Rn)
- 9.GD.45: Epistilbit
- 9.GD.50: Ferrierit-K, Ferrierit-Mg (Rn), Ferrierit-Na
- 9.GD.55: Bikitait

#### E. Tafeln mit 4-4-1-1 Struktureinheiten
- 9.GE.05: Heulanditgruppe: Klinoptilolith-Ca, Klinoptilolith-K (Rn), Klinoptilolith-Na, Heulandit-Ba, Heulandit-Ca (Rn), Heulandit-K, Heulandit-Na, Heulandit-Sr
- 9.GE.10: Stilbitgruppe: Stilbit-Ca, Stilbit-Na
- 9.GE.15: Barrerit, Stellerit
- 9.GE.20: Brewsteritgruppe: Brewsterit-Ba, Brewsterit-Sr (Rn)

#### F. Leucit-Typ-Gerüste
- 9.GF.05: Terranovait
- 9.GF.10: Gottardiit
- 9.GF.15: Lovdarit
- 9.GF.20: Gaultit
- 9.GF.25: Chiavennit
- 9.GF.30: Tschernichit
- 9.GF.35: Mutinait
- 9.GF.40: Tschörtnerit
- 9.GF.50: Thornasit
- 9.GF.55: Direnzoit

#### G. Käfige und Doppelkäfige mit Vierer-, Sechser- und Achter-Ringen
- 9.GG.05: Cowlesit
- 9.GG.10: Mountainit

#### H. Unklassifizierte Zeolithe
- 9.GH.: Alflarsenit (IMA 2008-023)

### H Unklassifizierte Silikate

#### A. Mit Alkali- und Erdalkali-Elementen
- 9.HA.05: Ertixiit
- 9.HA.10: Kenyait
- 9.HA.20: Wawayandait
- 9.HA.25: Magbasit
- 9.HA.30: Afanasyevait (H)
- 9.HA.35: Chesofit (H)
- 9.HA.40: Igumnovit (H)
- 9.HA.45: Rhythmit (H)
- 9.HA.50: Rudenkoit
- 9.HA.60: Nagelschmidtit
- 9.HA.65: Karyochroit
- 9.HA.70: Juanit (Q)
- 9.HA.75: Tacharanit
- 9.HA.80: Oyelith
- 9.HA.85: Denisovit
- 9.HA.90: Tiettait

#### B. Mit Ti, V, Cr
- 9.HB.05: Ilmajokit
- 9.HB.10: Rilandit (Q)

#### C. Mit Mn, Fe
- 9.HC.05: Erlianit
- 9.HC.10: Bostwickit

#### D. Mit Co, Ni
unbesetzt

#### E. Mit Cu, Zn
- 9.HE.05: Gilalith
- 9.HE.10: Apachit

#### F. Mit Nb, Ta, Zr
- 9.HF.05: Mongolit
- 9.HF.10: Loudounit

#### G. Mit REE, Th
- 9.HG.10: Thorsit (N)
- 9.HG.15: Umbozerit
- 9.HG.20: Rowlandit-(Y)

#### H. Mit Pb
- 9.HH.05: Macquartit
- 9.HH.10: Luddenit
- 9.HH.15: Creaseyit
- 9.HH.20: Plumbotsumit
- 9.HH.25: Molybdophyllit

### J Germanate

#### A.
- 9.JA.05: Carboirit
- 9.JA.10: Bartelkeit
- 9.JA.15: Otjisumeit

## 10. Organische Verbindungen

### A Salze von organischen Säuren

#### A. Acetate
- 10.AA.05: Formicait
- 10.AA.10: Dashkovait
- 10.AA.20: Acetamid
- 10.AA.25: Calclacit
- 10.AA.30: Paceit
- 10.AA.35: Hoganit

#### B. Oxalate
- 10.AB.05: Humboldtin, Lindbergit
- 10.AB.10: Glushinskit (Rd)
- 10.AB.15: Moolooit
- 10.AB.20: Stepanovit
- 10.AB.25: Minguzzit
- 10.AB.30: Wheatleyit
- 10.AB.35: Zhemchuzhnikovit
- 10.AB.40: Weddellit
- 10.AB.45: Whewellit
- 10.AB.50: Caoxit
- 10.AB.55: Oxammit
- 10.AB.60: Natroxalat
- 10.AB.65: Coskrenit-(Ce)
- 10.AB.70: Levinsonit-(Y)
- 10.AB.75: Zugshunstit-(Ce)
- 10.AB.80: Novgorodovait

#### C. Benzol-Salze
- 10.AC.05: Mellit
- 10.AC.10: Earlandit
- 10.AC.15: Pigotit (Q)

#### D. Cyanate
- 10.AD.05: Julienit
- 10.AD.10: Kafehydrocyanit (N)

### B Kohlenwasserstoffe

#### A.
- 10.BA.05: Fichtelit
- 10.BA.10: Branchit (ehemals Hartit)
- 10.BA.15: Dinit
- 10.BA.20: Idrialin
- 10.BA.25: Kratochvílit
- 10.BA.30: Karpathit
- 10.BA.35: Phylloretin (Q)
- 10.BA.40: Ravatit
- 10.BA.45: Simonellit
- 10.BA.50: Evenkit

### C Diverse organische Mineralien
- 10.C: Bernstein (Mineralgruppe)

#### A.
- 10.CA.05: Refikit
- 10.CA.10: Flagstaffit
- 10.CA.15: Hoelit
- 10.CA.20: Abelsonit
- 10.CA.25: Kladnoit
- 10.CA.30: Guanin, Tinnunculit (IMA 2015-021)
- 10.CA.35: Urea
- 10.CA.40: Uricit